# Liste des monuments historiques de l'Orne
Cet article recense les monuments historiques de l'Orne, en France.
- Pour les monuments historiques de la commune d'Alençon, voir la liste des monuments historiques d'Alençon.
- Pour les monuments historiques de l'arrondissement de Mortagne-au-Perche, voir la liste des monuments historiques de l'arrondissement de Mortagne-au-Perche.

## Statistiques
Au 21 juillet 2025, l'Orne compte 420 édifices comportant au moins une protection au titre des monuments historiques, dont 120 sont classés et 324 sont inscrits. Le total des monuments classés et inscrits est supérieur au nombre total de monuments protégés car plusieurs d'entre eux sont à la fois classés et inscrits.
Plusieurs protections distinctes concernent un même monument (ou groupe de monuments) qui s'étend sur plusieurs communes :
- Les 80 bornes de la forêt d'Écouves s'étendent sur 12 communes : Le Bouillon, La Chapelle-près-Sées, La Ferrière-Béchet, Fontenai-les-Louvets, La Lande-de-Goult, Radon, Rouperroux, Saint-Didier-sous-Écouves, Saint-Gervais-du-Perron, Saint-Nicolas-des-Bois, Tanville et Vingt-Hanaps
- Le haras national du Pin est situé sur 4 communes : La Cochère, Exmes, Ginai et Le Pin-au-Haras
- Plusieurs châteaux possèdent un domaine situé à cheval sur deux communes :
  - Le château de Beaufossé sur Boitron et Essay
  - le château des Feugerets sur Appenai-sous-Bellême et La Chapelle-Souëf.
  - le château des Laitiers sur Cisai-Saint-Aubin et La Trinité-des-Laitiers
  - le château de Lonrai sur Colombiers et Lonrai
  - le château du Tertre sur Saint-Martin-du-Vieux-Bellême et Sérigny

## Liste
| Monument                                                      | Commune                          | Adresse                                                                        | Coordonnées                                                                    | Notice                                                                         | Protection                                                                     | Date                                                                           | Illustration                                                                   |
| ------------------------------------------------------------- | -------------------------------- | ------------------------------------------------------------------------------ | ------------------------------------------------------------------------------ | ------------------------------------------------------------------------------ | ------------------------------------------------------------------------------ | ------------------------------------------------------------------------------ | ------------------------------------------------------------------------------ |
|                                                               | L'Aigle                          | Voir Liste des monuments historiques de l'arrondissement de Mortagne-au-Perche | Voir Liste des monuments historiques de l'arrondissement de Mortagne-au-Perche | Voir Liste des monuments historiques de l'arrondissement de Mortagne-au-Perche | Voir Liste des monuments historiques de l'arrondissement de Mortagne-au-Perche | Voir Liste des monuments historiques de l'arrondissement de Mortagne-au-Perche | Voir Liste des monuments historiques de l'arrondissement de Mortagne-au-Perche |
|                                                               | Alençon                          | Voir Liste des monuments historiques d'Alençon                                 | Voir Liste des monuments historiques d'Alençon                                 | Voir Liste des monuments historiques d'Alençon                                 | Voir Liste des monuments historiques d'Alençon                                 | Voir Liste des monuments historiques d'Alençon                                 | Voir Liste des monuments historiques d'Alençon                                 |
| Abbaye d'Almenêches                                           | Almenêches                       |                                                                                | 48° 41′ 51″ nord, 0° 06′ 38″ est                                               | « PA00110713 »                                                                 | Inscrit                                                                        | 1948 1993                                                                      | Abbaye d'Almenêches                                                            |
|                                                               | Appenai-sous-Bellême             | Voir Liste des monuments historiques de l'arrondissement de Mortagne-au-Perche | Voir Liste des monuments historiques de l'arrondissement de Mortagne-au-Perche | Voir Liste des monuments historiques de l'arrondissement de Mortagne-au-Perche | Voir Liste des monuments historiques de l'arrondissement de Mortagne-au-Perche | Voir Liste des monuments historiques de l'arrondissement de Mortagne-au-Perche | Voir Liste des monuments historiques de l'arrondissement de Mortagne-au-Perche |
| Abbaye Notre-Dame d'Argentan                                  | Argentan                         | 23, 25 rue Saint-Martin                                                        | 48° 44′ 45″ nord, 0° 01′ 20″ ouest                                             | « PA00110718 »                                                                 | Inscrit                                                                        | 1986                                                                           | Abbaye Notre-Dame d'Argentan                                                   |
| Chapelle Saint-Nicolas d'Argentan                             | Argentan                         | 6 rue des Anciens-Combattants                                                  | 48° 44′ 36″ nord, 0° 01′ 11″ ouest                                             | « PA00110714 »                                                                 | Inscrit                                                                        | 1925                                                                           | Chapelle Saint-Nicolas d'Argentan                                              |
| Château des Ducs                                              | Argentan                         | 2 rue des Anciens-Combattants                                                  | 48° 44′ 35″ nord, 0° 01′ 11″ ouest                                             | « PA00110715 »                                                                 | Classé                                                                         | 1889                                                                           | Château des Ducs                                                               |
| Colonne des Trois Croix (détruite en 1944)                    | Argentan                         | Place des Trois-Croix                                                          | 48° 44′ 56″ nord, 0° 00′ 52″ ouest                                             | « PA00110716 »                                                                 | Classé                                                                         | 1934                                                                           | Image manquante Téléverser                                                     |
| Donjon d'Argentan                                             | Argentan                         |                                                                                | 48° 44′ 38″ nord, 0° 01′ 05″ ouest                                             | « PA00110717 »                                                                 | Inscrit                                                                        | 1945                                                                           | Donjon d'Argentan                                                              |
| Église Saint-Germain d'Argentan                               | Argentan                         |                                                                                | 48° 44′ 40″ nord, 0° 01′ 09″ ouest                                             | « PA00110719 »                                                                 | Classé                                                                         | 1886 1889                                                                      | Église Saint-Germain d'Argentan                                                |
| Église Saint-Martin d'Argentan                                | Argentan                         |                                                                                | 48° 44′ 47″ nord, 0° 01′ 24″ ouest                                             | « PA00110720 »                                                                 | Classé                                                                         | 1862                                                                           | Église Saint-Martin d'Argentan                                                 |
| Habitation de l'abbesse des Bénédictines                      | Argentan                         | 33 rue Saint-Martin                                                            | 48° 44′ 45″ nord, 0° 01′ 22″ ouest                                             | « PA00110721 »                                                                 | Classé Inscrit                                                                 | 1932 1982                                                                      | Habitation de l'abbesse des Bénédictines                                       |
| Hôtel Ango-de-la-Motte                                        | Argentan                         | Rue de la Vicomté Rue Saint-Germain                                            | 48° 44′ 41″ nord, 0° 01′ 11″ ouest                                             | « PA00110722 »                                                                 | Inscrit                                                                        | 1948                                                                           | Hôtel Ango-de-la-Motte                                                         |
| Hôtel d'Aumont-de-la-Vente                                    | Argentan                         | 15 rue Pierre-Ozenne                                                           | 48° 44′ 42″ nord, 0° 01′ 16″ ouest                                             | « PA00110723 »                                                                 | Inscrit                                                                        | 1948                                                                           | Hôtel d'Aumont-de-la-Vente                                                     |
| Hôtel du comte de Lonlay                                      | Argentan                         | 22 rue Saint-Martin                                                            | 48° 44′ 46″ nord, 0° 01′ 21″ ouest                                             | « PA00110724 »                                                                 | Inscrit                                                                        | 1948                                                                           | Hôtel du comte de Lonlay                                                       |
| Hôtel du Moulin de Fontenelle                                 | Argentan                         | 12 rue Aristide-Briand                                                         | 48° 44′ 43″ nord, 0° 01′ 04″ ouest                                             | « PA61000035 »                                                                 | Inscrit                                                                        | 2004                                                                           | Image manquante Téléverser                                                     |
| Hôtel Servain                                                 | Argentan                         | 13 rue Pierre-Ozenne                                                           | 48° 44′ 40″ nord, 0° 01′ 19″ ouest                                             | « PA00110725 »                                                                 | Inscrit                                                                        | 1948                                                                           | Hôtel Servain                                                                  |
| Maison des Fossés Tanarès                                     | Argentan                         | 5 ruelle Fossés-Tanarès                                                        | 48° 44′ 32″ nord, 0° 01′ 14″ ouest                                             | « PA00110727 »                                                                 | Inscrit                                                                        | 1948                                                                           | Maison des Fossés Tanarès                                                      |
| Maison de Henri IV                                            | Argentan                         | 2 rue du Griffon 1, 3 rue Saint-Germain                                        | 48° 44′ 40″ nord, 0° 01′ 13″ ouest                                             | « PA00110728 »                                                                 | Classé                                                                         | 1946                                                                           | Maison de Henri IV                                                             |
| Maison Lemonnier                                              | Argentan                         | 24 place Henri IV                                                              | 48° 44′ 39″ nord, 0° 01′ 15″ ouest                                             | « PA00110726 »                                                                 | Inscrit                                                                        | 1948                                                                           | Image manquante Téléverser                                                     |
| Statue de la Vierge                                           | Argentan                         | 33 rue de la Chaussée                                                          | 48° 44′ 38″ nord, 0° 01′ 19″ ouest                                             | « PA00110729 »                                                                 | Inscrit                                                                        | 1934                                                                           | Statue de la Vierge                                                            |
| Tour Marguerite                                               | Argentan                         | Rue de la Vicomté                                                              | 48° 44′ 46″ nord, 0° 01′ 15″ ouest                                             | « PA00110730 »                                                                 | Classé                                                                         | 1965                                                                           | Tour Marguerite                                                                |
| Église Saint-Vigor d'Athis-de-l'Orne                          | Athis-de-l'Orne                  | Le Bourg                                                                       | 48° 48′ 41″ nord, 0° 29′ 55″ ouest                                             | « PA61000045 »                                                                 | Inscrit                                                                        | 2006                                                                           | Église Saint-Vigor d'Athis-de-l'Orne                                           |
| Filature de la Martinique                                     | Athis-de-l'Orne                  | La Martinique                                                                  | 48° 49′ 37″ nord, 0° 31′ 33″ ouest                                             | « PA00135514 »                                                                 | Inscrit                                                                        | 1995                                                                           | Image manquante Téléverser                                                     |
|                                                               | Aube                             | Voir Liste des monuments historiques de l'arrondissement de Mortagne-au-Perche | Voir Liste des monuments historiques de l'arrondissement de Mortagne-au-Perche | Voir Liste des monuments historiques de l'arrondissement de Mortagne-au-Perche | Voir Liste des monuments historiques de l'arrondissement de Mortagne-au-Perche | Voir Liste des monuments historiques de l'arrondissement de Mortagne-au-Perche | Voir Liste des monuments historiques de l'arrondissement de Mortagne-au-Perche |
| Vieux château                                                 | Aubry-en-Exmes                   |                                                                                | 48° 48′ 27″ nord, 0° 04′ 48″ est                                               | « PA00110732 »                                                                 | Classé                                                                         | 1968                                                                           | Vieux château                                                                  |
| Château d'Aunay-les-Bois                                      | Aunay-les-Bois                   |                                                                                | 48° 32′ 36″ nord, 0° 16′ 42″ est                                               | « PA00110733 »                                                                 | Inscrit                                                                        | 1971                                                                           | Château d'Aunay-les-Bois                                                       |
| Tour aux Anglais                                              | Aunou-le-Faucon                  |                                                                                | 48° 43′ 40″ nord, 0° 02′ 36″ est                                               | « PA00110734 »                                                                 | Inscrit                                                                        | 1981                                                                           | Tour aux Anglais                                                               |
|                                                               | Autheuil                         | Voir Liste des monuments historiques de l'arrondissement de Mortagne-au-Perche | Voir Liste des monuments historiques de l'arrondissement de Mortagne-au-Perche | Voir Liste des monuments historiques de l'arrondissement de Mortagne-au-Perche | Voir Liste des monuments historiques de l'arrondissement de Mortagne-au-Perche | Voir Liste des monuments historiques de l'arrondissement de Mortagne-au-Perche | Voir Liste des monuments historiques de l'arrondissement de Mortagne-au-Perche |
| Église Saint-Cyr-et-Sainte-Julitte de Saint-Cyr-d'Estrancourt | Avernes-Saint-Gourgon            | Saint-Cyr-d'Estrancourt                                                        | 48° 55′ 37″ nord, 0° 20′ 44″ est                                               | « PA61000013 »                                                                 | Inscrit                                                                        | 1998                                                                           | Image manquante Téléverser                                                     |
| Église Saint-Gourgon                                          | Avernes-Saint-Gourgon            |                                                                                | 48° 56′ 22″ nord, 0° 19′ 13″ est                                               | « PA61000046 »                                                                 | Inscrit                                                                        | 2006                                                                           | Église Saint-Gourgon                                                           |
| Château d'Avoine                                              | Avoine                           |                                                                                | 48° 41′ 08″ nord, 0° 05′ 46″ ouest                                             | « PA00110736 »                                                                 | Inscrit Classé Inscrit                                                         | 1979 1991 2007                                                                 | Château d'Avoine                                                               |
| Manoir de la Fosse                                            | Avrilly                          |                                                                                | 48° 31′ 59″ nord, 0° 36′ 57″ ouest                                             | « PA00110737 »                                                                 | Inscrit                                                                        | 1975                                                                           | Manoir de la Fosse                                                             |
| Chalet suédois                                                | Bagnoles de l'Orne Normandie     | 2 boulevard Albert Christophle                                                 | 48° 33′ 22″ nord, 0° 24′ 54″ ouest                                             | « PA61000064 »                                                                 | Inscrit                                                                        | 2023                                                                           | Image manquante Téléverser                                                     |
| Motte castrale                                                | Bailleul                         | Le Vieux Château                                                               | 48° 48′ 06″ nord, 0° 00′ 15″ ouest                                             | « PA00110974 »                                                                 | Inscrit                                                                        | 1989                                                                           | Motte castrale                                                                 |
| Château de Bazoches                                           | Bazoches-au-Houlme               |                                                                                | 48° 49′ 06″ nord, 0° 14′ 25″ ouest                                             | « PA00125309 »                                                                 | Inscrit                                                                        | 1992                                                                           | Image manquante Téléverser                                                     |
| Croix de l'ancien cimetière                                   | Beaulandais                      | Place de l'Église                                                              | 48° 32′ 39″ nord, 0° 32′ 39″ ouest                                             | « PA00110738 »                                                                 | Inscrit                                                                        | 1938                                                                           | Croix de l'ancien cimetière                                                    |
| Église Saint-Latuin de Cléray                                 | Belfonds                         |                                                                                | 48° 37′ 25″ nord, 0° 05′ 53″ est                                               | « PA00110980 »                                                                 | Inscrit                                                                        | 1990 2018                                                                      | Église Saint-Latuin de Cléray                                                  |
| Manoir de Cléray                                              | Belfonds                         |                                                                                | 48° 37′ 10″ nord, 0° 05′ 37″ est                                               | « PA00110739 »                                                                 | Inscrit                                                                        | 1944 2016                                                                      | Image manquante Téléverser                                                     |
|                                                               | Bellême                          | Voir Liste des monuments historiques de l'arrondissement de Mortagne-au-Perche | Voir Liste des monuments historiques de l'arrondissement de Mortagne-au-Perche | Voir Liste des monuments historiques de l'arrondissement de Mortagne-au-Perche | Voir Liste des monuments historiques de l'arrondissement de Mortagne-au-Perche | Voir Liste des monuments historiques de l'arrondissement de Mortagne-au-Perche | Voir Liste des monuments historiques de l'arrondissement de Mortagne-au-Perche |
| Château de Dieufit                                            | Bellou-en-Houlme                 | Dieufit                                                                        | 48° 39′ 46″ nord, 0° 28′ 29″ ouest                                             | « PA61000062 »                                                                 | Inscrit                                                                        | 2012                                                                           | Image manquante Téléverser                                                     |
|                                                               | Berd'huis                        | Voir Liste des monuments historiques de l'arrondissement de Mortagne-au-Perche | Voir Liste des monuments historiques de l'arrondissement de Mortagne-au-Perche | Voir Liste des monuments historiques de l'arrondissement de Mortagne-au-Perche | Voir Liste des monuments historiques de l'arrondissement de Mortagne-au-Perche | Voir Liste des monuments historiques de l'arrondissement de Mortagne-au-Perche | Voir Liste des monuments historiques de l'arrondissement de Mortagne-au-Perche |
|                                                               | Bivilliers                       | Voir Liste des monuments historiques de l'arrondissement de Mortagne-au-Perche | Voir Liste des monuments historiques de l'arrondissement de Mortagne-au-Perche | Voir Liste des monuments historiques de l'arrondissement de Mortagne-au-Perche | Voir Liste des monuments historiques de l'arrondissement de Mortagne-au-Perche | Voir Liste des monuments historiques de l'arrondissement de Mortagne-au-Perche | Voir Liste des monuments historiques de l'arrondissement de Mortagne-au-Perche |
| Église Notre-Dame                                             | Boissei-la-Lande                 |                                                                                | 48° 40′ 56″ nord, 0° 03′ 47″ est                                               | « PA00110746 »                                                                 | Inscrit                                                                        | 1986                                                                           | Image manquante Téléverser                                                     |
| Ferme de l'Église                                             | Boissei-la-Lande                 |                                                                                | 48° 40′ 58″ nord, 0° 03′ 45″ est                                               | « PA00110747 »                                                                 | Inscrit                                                                        | 1986                                                                           | Image manquante Téléverser                                                     |
|                                                               | Boissy-Maugis                    | Voir Liste des monuments historiques de l'arrondissement de Mortagne-au-Perche | Voir Liste des monuments historiques de l'arrondissement de Mortagne-au-Perche | Voir Liste des monuments historiques de l'arrondissement de Mortagne-au-Perche | Voir Liste des monuments historiques de l'arrondissement de Mortagne-au-Perche | Voir Liste des monuments historiques de l'arrondissement de Mortagne-au-Perche | Voir Liste des monuments historiques de l'arrondissement de Mortagne-au-Perche |
| Château de Beaufossé                                          | Boitron                          |                                                                                | 48° 33′ 18″ nord, 0° 15′ 33″ est                                               | « PA61000054 »                                                                 | Inscrit                                                                        | 2008                                                                           | Image manquante Téléverser                                                     |
| Motte féodale de Cordey                                       | Boucé                            | Cordey                                                                         | 48° 37′ 44″ nord, 0° 04′ 48″ ouest                                             | « PA00110750 »                                                                 | Inscrit                                                                        | 1975                                                                           | Image manquante Téléverser                                                     |
| Bornes de la forêt d'Écouves                                  | Le Bouillon                      |                                                                                | 48° 32′ 55″ nord, 0° 04′ 43″ est                                               | « PA00110751 »                                                                 | Inscrit                                                                        | 1987                                                                           | Bornes de la forêt d'Écouves                                                   |
| Château                                                       | Le Bourg-Saint-Léonard           |                                                                                | 48° 46′ 03″ nord, 0° 06′ 07″ est                                               | « PA00110752 »                                                                 | Classé                                                                         | 1942                                                                           | Château                                                                        |
| Église Saint-Gilles de Fougy                                  | Le Bourg-Saint-Léonard           |                                                                                | 48° 46′ 36″ nord, 0° 06′ 09″ est                                               | « PA00110753 »                                                                 | Inscrit                                                                        | 1971                                                                           | Église Saint-Gilles de Fougy                                                   |
| Église Saint-Pierre-et-Saint-Paul de Bréel                    | Bréel                            |                                                                                | 48° 48′ 48″ nord, 0° 23′ 31″ ouest                                             | « PA00110754 »                                                                 | Inscrit                                                                        | 1926                                                                           | Église Saint-Pierre-et-Saint-Paul de Bréel                                     |
| Chapelle Saint-Gervais de Briouze                             | Briouze                          |                                                                                | 48° 42′ 14″ nord, 0° 22′ 10″ ouest                                             | « PA00110755 »                                                                 | Inscrit                                                                        | 1975                                                                           | Chapelle Saint-Gervais de Briouze                                              |
|                                                               | Buré                             | Voir Liste des monuments historiques de l'arrondissement de Mortagne-au-Perche | Voir Liste des monuments historiques de l'arrondissement de Mortagne-au-Perche | Voir Liste des monuments historiques de l'arrondissement de Mortagne-au-Perche | Voir Liste des monuments historiques de l'arrondissement de Mortagne-au-Perche | Voir Liste des monuments historiques de l'arrondissement de Mortagne-au-Perche | Voir Liste des monuments historiques de l'arrondissement de Mortagne-au-Perche |
| Pierre de la croix carrée                                     | La Carneille                     | Chemin de Pointardière Route de Flers                                          | 48° 45′ 27″ nord, 0° 28′ 22″ ouest                                             | « PA00110756 »                                                                 | Inscrit                                                                        | 1942                                                                           | Pierre de la croix carrée                                                      |
| Logis du Hamel Saint-Étienne                                  | La Carneille                     | Le Hamel C.R. 6 du Hamel                                                       | 48° 47′ 00″ nord, 0° 25′ 51″ ouest                                             | « PA61000018 »                                                                 | Inscrit                                                                        | 1999                                                                           | Image manquante Téléverser                                                     |
| Chanoinerie de Carrouges                                      | Carrouges                        |                                                                                | 48° 33′ 47″ nord, 0° 09′ 01″ ouest                                             | « PA00110757 »                                                                 | Inscrit Classé                                                                 | 1941 1948                                                                      | Chanoinerie de Carrouges                                                       |
| Château de Carrouges                                          | Carrouges                        |                                                                                | 48° 33′ 36″ nord, 0° 09′ 16″ ouest                                             | « PA00110758 »                                                                 | Classé                                                                         | 1927                                                                           | Château de Carrouges                                                           |
| Manoir de la Grande Pierre                                    | Ceaucé                           |                                                                                | 48° 28′ 01″ nord, 0° 39′ 22″ ouest                                             | « PA00110759 »                                                                 | Inscrit                                                                        | 1974                                                                           | Image manquante Téléverser                                                     |
| Manoir de la Servière                                         | Ceaucé                           |                                                                                | 48° 30′ 58″ nord, 0° 40′ 07″ ouest                                             | « PA00110760 »                                                                 | Inscrit                                                                        | 1975                                                                           | Manoir de la Servière                                                          |
| Menhir de la Pierre                                           | Ceaucé                           | La Grande Pierre                                                               | 48° 28′ 01″ nord, 0° 39′ 23″ ouest                                             | « PA00110761 »                                                                 | Classé                                                                         | 1976                                                                           | Image manquante Téléverser                                                     |
| Église Saint-Germain de Cerisé                                | Cerisé                           | Rue de l'Église                                                                | 48° 26′ 35″ nord, 0° 07′ 45″ est                                               | « PA61000021 »                                                                 | Classé                                                                         | 2001                                                                           | Église Saint-Germain de Cerisé                                                 |
| Abbaye de Belle-Étoile                                        | Cerisy-Belle-Étoile              |                                                                                | 48° 46′ 38″ nord, 0° 37′ 20″ ouest                                             | « PA00110762 »                                                                 | Inscrit                                                                        | 1926 1974 1986                                                                 | Abbaye de Belle-Étoile                                                         |
|                                                               | Ceton                            | Voir Liste des monuments historiques de l'arrondissement de Mortagne-au-Perche | Voir Liste des monuments historiques de l'arrondissement de Mortagne-au-Perche | Voir Liste des monuments historiques de l'arrondissement de Mortagne-au-Perche | Voir Liste des monuments historiques de l'arrondissement de Mortagne-au-Perche | Voir Liste des monuments historiques de l'arrondissement de Mortagne-au-Perche | Voir Liste des monuments historiques de l'arrondissement de Mortagne-au-Perche |
| Château de Chailloué                                          | Chailloué                        | Château de Chailloué                                                           | 48° 39′ 55″ nord, 0° 12′ 19″ est                                               | « PA61000058 »                                                                 | Inscrit                                                                        | 2010                                                                           | Image manquante Téléverser                                                     |
| Château fort                                                  | Chambois                         | Le Château                                                                     | 48° 48′ 20″ nord, 0° 06′ 25″ est                                               | « PA00110764 »                                                                 | Classé                                                                         | 1901                                                                           | Château fort                                                                   |
| Église Saint-Martin                                           | Chambois                         |                                                                                | 48° 48′ 17″ nord, 0° 06′ 20″ est                                               | « PA00110765 »                                                                 | Classé                                                                         | 1914                                                                           | Église Saint-Martin                                                            |
| Maison Renaissance de Champcerie                              | Champcerie                       |                                                                                | 48° 47′ 57″ nord, 0° 13′ 29″ ouest                                             | « PA00110981 »                                                                 | Inscrit                                                                        | 1990                                                                           | Image manquante Téléverser                                                     |
| Maison natale de Charlotte Corday                             | Les Champeaux                    |                                                                                | 48° 53′ 11″ nord, 0° 07′ 55″ est                                               | « PA00110767 »                                                                 | Classé                                                                         | 1989                                                                           | Maison natale de Charlotte Corday                                              |
| Château du Champ-de-la-Pierre                                 | Le Champ-de-la-Pierre            |                                                                                | 48° 36′ 30″ nord, 0° 12′ 21″ ouest                                             | « PA00125310 »                                                                 | Inscrit                                                                        | 1993                                                                           | Château du Champ-de-la-Pierre                                                  |
| Forge du Champ-de-la-Pierre                                   | Le Champ-de-la-Pierre            | La Forge La Fenderie La Pâture des Noés                                        | 48° 36′ 45″ nord, 0° 12′ 57″ ouest                                             | « PA00110766 »                                                                 | Classé                                                                         | 1991                                                                           | Forge du Champ-de-la-Pierre                                                    |
|                                                               | Champs                           | Voir Liste des monuments historiques de l'arrondissement de Mortagne-au-Perche | Voir Liste des monuments historiques de l'arrondissement de Mortagne-au-Perche | Voir Liste des monuments historiques de l'arrondissement de Mortagne-au-Perche | Voir Liste des monuments historiques de l'arrondissement de Mortagne-au-Perche | Voir Liste des monuments historiques de l'arrondissement de Mortagne-au-Perche | Voir Liste des monuments historiques de l'arrondissement de Mortagne-au-Perche |
| Croix de l'ancien cimetière                                   | Champsecret                      |                                                                                | 48° 36′ 33″ nord, 0° 33′ 03″ ouest                                             | « PA00110769 »                                                                 | Inscrit                                                                        | 1938                                                                           | Croix de l'ancien cimetière                                                    |
| Église Notre-Dame                                             | Champsecret                      |                                                                                | 48° 36′ 32″ nord, 0° 33′ 02″ ouest                                             | « PA00110770 »                                                                 | Inscrit                                                                        | 1984                                                                           | Église Notre-Dame                                                              |
| Forges de Varennes                                            | Champsecret                      | Varenne                                                                        | 48° 37′ 50″ nord, 0° 35′ 45″ ouest                                             | « PA00110771 »                                                                 | Classé                                                                         | 1987                                                                           | Forges de Varennes                                                             |
| Vieux manoir                                                  | Champsecret                      |                                                                                | 48° 36′ 31″ nord, 0° 32′ 57″ ouest                                             | « PA00110772 »                                                                 | Inscrit                                                                        | 1926                                                                           | Vieux manoir                                                                   |
|                                                               | Chandai                          | Voir Liste des monuments historiques de l'arrondissement de Mortagne-au-Perche | Voir Liste des monuments historiques de l'arrondissement de Mortagne-au-Perche | Voir Liste des monuments historiques de l'arrondissement de Mortagne-au-Perche | Voir Liste des monuments historiques de l'arrondissement de Mortagne-au-Perche | Voir Liste des monuments historiques de l'arrondissement de Mortagne-au-Perche | Voir Liste des monuments historiques de l'arrondissement de Mortagne-au-Perche |
|                                                               | La Chapelle-Montligeon           | Voir Liste des monuments historiques de l'arrondissement de Mortagne-au-Perche | Voir Liste des monuments historiques de l'arrondissement de Mortagne-au-Perche | Voir Liste des monuments historiques de l'arrondissement de Mortagne-au-Perche | Voir Liste des monuments historiques de l'arrondissement de Mortagne-au-Perche | Voir Liste des monuments historiques de l'arrondissement de Mortagne-au-Perche | Voir Liste des monuments historiques de l'arrondissement de Mortagne-au-Perche |
| Bornes de la forêt d'Écouves                                  | La Chapelle-près-Sées            |                                                                                | à géolocaliser                                                                 | « PA00110774 »                                                                 | Inscrit                                                                        | 1987                                                                           | Image manquante Téléverser                                                     |
|                                                               | La Chapelle-Souëf                | Voir Liste des monuments historiques de l'arrondissement de Mortagne-au-Perche | Voir Liste des monuments historiques de l'arrondissement de Mortagne-au-Perche | Voir Liste des monuments historiques de l'arrondissement de Mortagne-au-Perche | Voir Liste des monuments historiques de l'arrondissement de Mortagne-au-Perche | Voir Liste des monuments historiques de l'arrondissement de Mortagne-au-Perche | Voir Liste des monuments historiques de l'arrondissement de Mortagne-au-Perche |
| Château du Repas                                              | Chênedouit                       |                                                                                | 48° 46′ 06″ nord, 0° 21′ 26″ ouest                                             | « PA00110775 »                                                                 | Inscrit                                                                        | 1967                                                                           | Château du Repas                                                               |
| Droite Pierre                                                 | Chênedouit                       | La Droite Pierre                                                               | 48° 46′ 22″ nord, 0° 21′ 42″ ouest                                             | « PA00110776 »                                                                 | Classé                                                                         | 1981                                                                           | Image manquante Téléverser                                                     |
| Chapelle Notre-Dame de Méguillaume (anc. Saint-Sébastien)     | Chênedouit                       | Méguillaume                                                                    | 48° 46′ 21″ nord, 0° 19′ 45″ ouest                                             | « PA61000063 »                                                                 | Inscrit                                                                        | 2001                                                                           | Chapelle Notre-Dame de Méguillaume (anc. Saint-Sébastien)                      |
| Château de Cisai                                              | Cisai-Saint-Aubin                |                                                                                | 48° 46′ 34″ nord, 0° 20′ 29″ est                                               | « PA00110994 »                                                                 | Inscrit                                                                        | 1991                                                                           | Château de Cisai                                                               |
| Château des Laitiers                                          | Cisai-Saint-Aubin                |                                                                                | 48° 47′ 35″ nord, 0° 22′ 27″ est                                               | « PA00135516 »                                                                 | Inscrit                                                                        | 1995                                                                           | Image manquante Téléverser                                                     |
| Château de la Roche                                           | La Cochère                       |                                                                                | 48° 43′ 09″ nord, 0° 10′ 29″ est                                               | « PA00110777 »                                                                 | Inscrit                                                                        | 1974                                                                           | Image manquante Téléverser                                                     |
| Haras national du Pin                                         | La Cochère                       |                                                                                | 48° 44′ 20″ nord, 0° 08′ 50″ est                                               | « PA00135517 »                                                                 | Inscrit Classé Inscrit                                                         | 1948 1949 1995                                                                 | Haras national du Pin                                                          |
| Château de Lonrai (Haras et partie du domaine)                | Colombiers                       |                                                                                | 48° 27′ 52″ nord, 0° 03′ 16″ est                                               | « PA61000019 »                                                                 | Inscrit Classé                                                                 | 1999 2000                                                                      | Image manquante Téléverser                                                     |
|                                                               | Colonard-Corubert                | Voir Liste des monuments historiques de l'arrondissement de Mortagne-au-Perche | Voir Liste des monuments historiques de l'arrondissement de Mortagne-au-Perche | Voir Liste des monuments historiques de l'arrondissement de Mortagne-au-Perche | Voir Liste des monuments historiques de l'arrondissement de Mortagne-au-Perche | Voir Liste des monuments historiques de l'arrondissement de Mortagne-au-Perche | Voir Liste des monuments historiques de l'arrondissement de Mortagne-au-Perche |
| Manoir de Commeaux                                            | Commeaux                         |                                                                                | 48° 47′ 14″ nord, 0° 06′ 40″ ouest                                             | « PA00110779 »                                                                 | Classé                                                                         | 1963                                                                           | Manoir de Commeaux                                                             |
|                                                               | Condeau                          | Voir Liste des monuments historiques de l'arrondissement de Mortagne-au-Perche | Voir Liste des monuments historiques de l'arrondissement de Mortagne-au-Perche | Voir Liste des monuments historiques de l'arrondissement de Mortagne-au-Perche | Voir Liste des monuments historiques de l'arrondissement de Mortagne-au-Perche | Voir Liste des monuments historiques de l'arrondissement de Mortagne-au-Perche | Voir Liste des monuments historiques de l'arrondissement de Mortagne-au-Perche |
|                                                               | Condé-sur-Huisne                 | Voir Liste des monuments historiques de l'arrondissement de Mortagne-au-Perche | Voir Liste des monuments historiques de l'arrondissement de Mortagne-au-Perche | Voir Liste des monuments historiques de l'arrondissement de Mortagne-au-Perche | Voir Liste des monuments historiques de l'arrondissement de Mortagne-au-Perche | Voir Liste des monuments historiques de l'arrondissement de Mortagne-au-Perche | Voir Liste des monuments historiques de l'arrondissement de Mortagne-au-Perche |
|                                                               | Corbon                           | Voir Liste des monuments historiques de l'arrondissement de Mortagne-au-Perche | Voir Liste des monuments historiques de l'arrondissement de Mortagne-au-Perche | Voir Liste des monuments historiques de l'arrondissement de Mortagne-au-Perche | Voir Liste des monuments historiques de l'arrondissement de Mortagne-au-Perche | Voir Liste des monuments historiques de l'arrondissement de Mortagne-au-Perche | Voir Liste des monuments historiques de l'arrondissement de Mortagne-au-Perche |
| Camp du Bas de la Courbe                                      | La Courbe                        |                                                                                | 48° 44′ 41″ nord, 0° 11′ 17″ ouest                                             | « PA00110783 »                                                                 | Inscrit                                                                        | 1987                                                                           | Camp du Bas de la Courbe                                                       |
| Camp du Haut du Château                                       | La Courbe                        |                                                                                | 48° 44′ 24″ nord, 0° 11′ 53″ ouest                                             | « PA00110784 »                                                                 | Inscrit                                                                        | 1987                                                                           | Image manquante Téléverser                                                     |
| Manoir de la Queurie                                          | La Courbe                        |                                                                                | 48° 44′ 53″ nord, 0° 10′ 27″ ouest                                             | « PA00110785 »                                                                 | Inscrit                                                                        | 1926                                                                           | Manoir de la Queurie                                                           |
|                                                               | Courgeon                         | Voir Liste des monuments historiques de l'arrondissement de Mortagne-au-Perche | Voir Liste des monuments historiques de l'arrondissement de Mortagne-au-Perche | Voir Liste des monuments historiques de l'arrondissement de Mortagne-au-Perche | Voir Liste des monuments historiques de l'arrondissement de Mortagne-au-Perche | Voir Liste des monuments historiques de l'arrondissement de Mortagne-au-Perche | Voir Liste des monuments historiques de l'arrondissement de Mortagne-au-Perche |
|                                                               | Courgeoût                        | Voir Liste des monuments historiques de l'arrondissement de Mortagne-au-Perche | Voir Liste des monuments historiques de l'arrondissement de Mortagne-au-Perche | Voir Liste des monuments historiques de l'arrondissement de Mortagne-au-Perche | Voir Liste des monuments historiques de l'arrondissement de Mortagne-au-Perche | Voir Liste des monuments historiques de l'arrondissement de Mortagne-au-Perche | Voir Liste des monuments historiques de l'arrondissement de Mortagne-au-Perche |
| Château de Courménil                                          | Courménil                        | Le Château L'Etang                                                             | 48° 46′ 43″ nord, 0° 14′ 23″ est                                               | « PA00110995 »                                                                 | Inscrit                                                                        | 1991                                                                           | Image manquante Téléverser                                                     |
| Château et temple protestant de Courtomer                     | Courtomer                        |                                                                                | 48° 38′ 05″ nord, 0° 21′ 00″ est                                               | « PA00110787 »                                                                 | Inscrit                                                                        | 1967 1973                                                                      | Château et temple protestant de Courtomer                                      |
| Château de Couterne                                           | Couterne                         |                                                                                | 48° 32′ 07″ nord, 0° 24′ 48″ ouest                                             | « PA00110788 »                                                                 | Inscrit                                                                        | 1931                                                                           | Château de Couterne                                                            |
| Minoterie de Couterne                                         | Couterne                         | Rue de la Petite-Vitesse                                                       | 48° 30′ 34″ nord, 0° 24′ 58″ ouest                                             | « PA00135520 »                                                                 | Inscrit                                                                        | 1995                                                                           | Minoterie de Couterne                                                          |
| Affiloir de Gargantua                                         | Craménil                         |                                                                                | 48° 45′ 21″ nord, 0° 21′ 34″ ouest                                             | « PA00110789 »                                                                 | Classé                                                                         | 1889                                                                           | Affiloir de Gargantua                                                          |
| Pont de Chênesecq                                             | Craménil                         |                                                                                | 48° 44′ 00″ nord, 0° 21′ 49″ ouest                                             | « PA00125311 »                                                                 | Inscrit                                                                        | 1993                                                                           | Image manquante Téléverser                                                     |
| Pont de la Motte                                              | Craménil                         |                                                                                | 48° 44′ 23″ nord, 0° 22′ 42″ ouest                                             | « PA00125311 »                                                                 | Inscrit                                                                        | 1993                                                                           | Pont de la Motte                                                               |
| Pont Neuf                                                     | Craménil                         |                                                                                | 48° 44′ 44″ nord, 0° 23′ 13″ ouest                                             | « PA00125311 »                                                                 | Inscrit                                                                        | 1993                                                                           | Image manquante Téléverser                                                     |
| Pont de Raulette                                              | Craménil                         |                                                                                | 48° 44′ 39″ nord, 0° 23′ 09″ ouest                                             | « PA00125311 »                                                                 | Inscrit                                                                        | 1993                                                                           | Image manquante Téléverser                                                     |
| Prieuré Saint-Michel de Crouttes                              | Crouttes                         | Les Fondis                                                                     | 48° 55′ 32″ nord, 0° 07′ 40″ est                                               | « PA00110975 »                                                                 | Inscrit Classé                                                                 | 1989 1990                                                                      | Prieuré Saint-Michel de Crouttes                                               |
|                                                               | Crulai                           | Voir Liste des monuments historiques de l'arrondissement de Mortagne-au-Perche | Voir Liste des monuments historiques de l'arrondissement de Mortagne-au-Perche | Voir Liste des monuments historiques de l'arrondissement de Mortagne-au-Perche | Voir Liste des monuments historiques de l'arrondissement de Mortagne-au-Perche | Voir Liste des monuments historiques de l'arrondissement de Mortagne-au-Perche | Voir Liste des monuments historiques de l'arrondissement de Mortagne-au-Perche |
|                                                               | Dame-Marie                       | Voir Liste des monuments historiques de l'arrondissement de Mortagne-au-Perche | Voir Liste des monuments historiques de l'arrondissement de Mortagne-au-Perche | Voir Liste des monuments historiques de l'arrondissement de Mortagne-au-Perche | Voir Liste des monuments historiques de l'arrondissement de Mortagne-au-Perche | Voir Liste des monuments historiques de l'arrondissement de Mortagne-au-Perche | Voir Liste des monuments historiques de l'arrondissement de Mortagne-au-Perche |
|                                                               | Dancé                            | Voir Liste des monuments historiques de l'arrondissement de Mortagne-au-Perche | Voir Liste des monuments historiques de l'arrondissement de Mortagne-au-Perche | Voir Liste des monuments historiques de l'arrondissement de Mortagne-au-Perche | Voir Liste des monuments historiques de l'arrondissement de Mortagne-au-Perche | Voir Liste des monuments historiques de l'arrondissement de Mortagne-au-Perche | Voir Liste des monuments historiques de l'arrondissement de Mortagne-au-Perche |
| Château                                                       | Domfront                         |                                                                                | 48° 35′ 39″ nord, 0° 39′ 08″ ouest                                             | « PA00110791 »                                                                 | Classé                                                                         | 1875 1986                                                                      | Château                                                                        |
| Église Notre-Dame-sur-l'Eau                                   | Domfront                         |                                                                                | 48° 35′ 26″ nord, 0° 39′ 28″ ouest                                             | « PA00110792 »                                                                 | Classé                                                                         | 1840                                                                           | Église Notre-Dame-sur-l'Eau                                                    |
| Église Saint-Julien                                           | Domfront                         | Place du Commerce                                                              | 48° 35′ 36″ nord, 0° 38′ 52″ ouest                                             | « PA00125312 »                                                                 | Classé                                                                         | 1993                                                                           | Église Saint-Julien                                                            |
| Enceinte de la ville                                          | Domfront                         |                                                                                | 48° 35′ 37″ nord, 0° 38′ 48″ ouest                                             | « PA00110793 »                                                                 | Classé                                                                         | 1929 1988                                                                      | Enceinte de la ville                                                           |
| Manoir de la Palue                                            | Domfront                         | La Palue                                                                       | 48° 34′ 08″ nord, 0° 37′ 11″ ouest                                             | « PA00110794 »                                                                 | Inscrit                                                                        | 1976 2004                                                                      | Image manquante Téléverser                                                     |
|                                                               | Dorceau                          | Voir Liste des monuments historiques de l'arrondissement de Mortagne-au-Perche | Voir Liste des monuments historiques de l'arrondissement de Mortagne-au-Perche | Voir Liste des monuments historiques de l'arrondissement de Mortagne-au-Perche | Voir Liste des monuments historiques de l'arrondissement de Mortagne-au-Perche | Voir Liste des monuments historiques de l'arrondissement de Mortagne-au-Perche | Voir Liste des monuments historiques de l'arrondissement de Mortagne-au-Perche |
| Menhirs des Crouttes                                          | Échauffour                       |                                                                                | 48° 43′ 42″ nord, 0° 25′ 03″ est                                               | « PA00110796 »                                                                 | Classé                                                                         | 1927                                                                           | Image manquante Téléverser                                                     |
| Église Saint-Saturnin des Ligneries                           | Écorches                         |                                                                                | 48° 52′ 36″ nord, 0° 06′ 41″ est                                               | « PA00110797 »                                                                 | Inscrit                                                                        | 1948                                                                           | Église Saint-Saturnin des Ligneries                                            |
| Église Notre-Dame d'Écouché                                   | Écouché                          |                                                                                | 48° 43′ 04″ nord, 0° 07′ 33″ ouest                                             | « PA00110798 »                                                                 | Classé                                                                         | 1907                                                                           | Église Notre-Dame d'Écouché                                                    |
|                                                               | Eperrais                         | Voir Liste des monuments historiques de l'arrondissement de Mortagne-au-Perche | Voir Liste des monuments historiques de l'arrondissement de Mortagne-au-Perche | Voir Liste des monuments historiques de l'arrondissement de Mortagne-au-Perche | Voir Liste des monuments historiques de l'arrondissement de Mortagne-au-Perche | Voir Liste des monuments historiques de l'arrondissement de Mortagne-au-Perche | Voir Liste des monuments historiques de l'arrondissement de Mortagne-au-Perche |
| Manoir de L'Épinay-le-Comte (mairie)                          | L'Épinay-le-Comte                |                                                                                | 48° 28′ 13″ nord, 0° 48′ 37″ ouest                                             | « PA00110800 »                                                                 | Inscrit                                                                        | 1940                                                                           | Image manquante Téléverser                                                     |
| Chapelle des ducs d'Alençon                                   | Essay                            |                                                                                | 48° 32′ 36″ nord, 0° 14′ 48″ est                                               | « PA00110801 »                                                                 | Inscrit                                                                        | 1975                                                                           | Chapelle des ducs d'Alençon                                                    |
| Château de Beaufossé                                          | Essay                            |                                                                                | 48° 33′ 15″ nord, 0° 15′ 31″ est                                               | « PA61000055 »                                                                 | Inscrit                                                                        | 2008                                                                           | Image manquante Téléverser                                                     |
| Château d'Exmes                                               | Exmes                            | Les Fosses Le Château                                                          | 48° 45′ 45″ nord, 0° 10′ 42″ est                                               | « PA00110802 »                                                                 | Classé                                                                         | 1979                                                                           | Image manquante Téléverser                                                     |
| Église Saint-André d'Exmes                                    | Exmes                            |                                                                                | 48° 45′ 36″ nord, 0° 10′ 39″ est                                               | « PA00110803 »                                                                 | Classé                                                                         | 1913                                                                           | Église Saint-André d'Exmes                                                     |
| Haras national du Pin                                         | Exmes                            |                                                                                | 48° 44′ 20″ nord, 0° 08′ 50″ est                                               | « PA00135519 »                                                                 | Inscrit Classé Inscrit                                                         | 1948 1949 1995                                                                 | Haras national du Pin                                                          |
|                                                               | Feings                           | Voir Liste des monuments historiques de l'arrondissement de Mortagne-au-Perche | Voir Liste des monuments historiques de l'arrondissement de Mortagne-au-Perche | Voir Liste des monuments historiques de l'arrondissement de Mortagne-au-Perche | Voir Liste des monuments historiques de l'arrondissement de Mortagne-au-Perche | Voir Liste des monuments historiques de l'arrondissement de Mortagne-au-Perche | Voir Liste des monuments historiques de l'arrondissement de Mortagne-au-Perche |
| Bornes de la forêt d'Écouves                                  | La Ferrière-Béchet               |                                                                                | 48° 33′ 34″ nord, 0° 04′ 26″ est                                               | « PA00110804 »                                                                 | Inscrit                                                                        | 1987                                                                           | Bornes de la forêt d'Écouves                                                   |
| Château de La Ferté-Frênel                                    | La Ferté-Frênel                  | Le Château                                                                     | 48° 50′ 22″ nord, 0° 30′ 45″ est                                               | « PA61000001 »                                                                 | Inscrit                                                                        | 1996                                                                           | Château de La Ferté-Frênel                                                     |
| Dolmen de la Pierre couplée                                   | La Ferté-Frênel                  | Le Bocage                                                                      | 48° 50′ 22″ nord, 0° 29′ 51″ est                                               | « PA00110805 »                                                                 | Classé                                                                         | 1944                                                                           | Dolmen de la Pierre couplée                                                    |
| Église Notre-Dame-de-l'Assomption de La Ferté-Macé            | La Ferté-Macé                    | Place du Général-Leclerc                                                       | 48° 35′ 23″ nord, 0° 21′ 23″ ouest                                             | « PA00110806 »                                                                 | Classé Inscrit                                                                 | 1978 2006                                                                      | Église Notre-Dame-de-l'Assomption de La Ferté-Macé                             |
| Chapelle du Souvenir                                          | Flers                            | Rue du Champ-de-Foire                                                          | 48° 44′ 51″ nord, 0° 33′ 38″ ouest                                             | « PA61000042 »                                                                 | Classé                                                                         | 2006                                                                           | Chapelle du Souvenir                                                           |
| Château de Flers                                              | Flers                            |                                                                                | 48° 45′ 03″ nord, 0° 34′ 32″ ouest                                             | « PA00110807 »                                                                 | Classé                                                                         | 1907                                                                           | Château de Flers                                                               |
| Château de Fontaine-les-Bassets                               | Fontaine-les-Bassets             |                                                                                | 48° 51′ 24″ nord, 0° 00′ 15″ est                                               | « PA00110808 »                                                                 | Inscrit                                                                        | 1984                                                                           | Château de Fontaine-les-Bassets                                                |
| Pierre Levée                                                  | Fontaine-les-Bassets             | La Pierre Levée                                                                | 48° 51′ 18″ nord, 0° 00′ 04″ ouest                                             | « PA00110809 »                                                                 | Classé                                                                         | 1934                                                                           | Pierre Levée                                                                   |
| Bornes de la forêt d'Écouves                                  | Fontenai-les-Louvets             |                                                                                | 48° 33′ 07″ nord, 0° 01′ 08″ est                                               | « PA00110810 »                                                                 | Inscrit                                                                        | 1987                                                                           | Bornes de la forêt d'Écouves                                                   |
| Château de La Forêt-Auvray                                    | La Forêt-Auvray                  | Le Château                                                                     | 48° 49′ 17″ nord, 0° 20′ 30″ ouest                                             | « PA61000027 »                                                                 | Inscrit Classé                                                                 | 2001 2002                                                                      | Image manquante Téléverser                                                     |
| Château de Gacé                                               | Gacé                             |                                                                                | 48° 47′ 45″ nord, 0° 17′ 43″ est                                               | « PA00110811 »                                                                 | Inscrit                                                                        | 1968                                                                           | Château de Gacé                                                                |
|                                                               | Gémages                          | Voir Liste des monuments historiques de l'arrondissement de Mortagne-au-Perche | Voir Liste des monuments historiques de l'arrondissement de Mortagne-au-Perche | Voir Liste des monuments historiques de l'arrondissement de Mortagne-au-Perche | Voir Liste des monuments historiques de l'arrondissement de Mortagne-au-Perche | Voir Liste des monuments historiques de l'arrondissement de Mortagne-au-Perche | Voir Liste des monuments historiques de l'arrondissement de Mortagne-au-Perche |
| Haras national du Pin                                         | Ginai                            |                                                                                | 48° 44′ 20″ nord, 0° 08′ 50″ est                                               | « PA00135518 »                                                                 | Inscrit Classé Inscrit                                                         | 1948 1949 1995                                                                 | Haras national du Pin                                                          |
| Château du Boële                                              | Glos-la-Ferrière                 |                                                                                | 48° 51′ 59″ nord, 0° 36′ 03″ est                                               | « PA00110812 »                                                                 | Inscrit                                                                        | 1974                                                                           | Image manquante Téléverser                                                     |
| Menhir du Boulay-Filleul                                      | Glos-la-Ferrière                 | Le Boulay Tilleul                                                              | 48° 50′ 34″ nord, 0° 36′ 17″ est                                               | « PA00110813 »                                                                 | Classé                                                                         | 1944                                                                           | Image manquante Téléverser                                                     |
| Croix Servin                                                  | Goulet                           |                                                                                | 48° 44′ 00″ nord, 0° 04′ 55″ ouest                                             | « PA00110814 »                                                                 | Inscrit                                                                        | 1955                                                                           | Croix Servin                                                                   |
| Logis de la Petitière                                         | Le Grais                         |                                                                                | 48° 37′ 24″ nord, 0° 20′ 54″ ouest                                             | « PA00110815 »                                                                 | Inscrit                                                                        | 1975                                                                           | Image manquante Téléverser                                                     |
| Manoir de la Cocardière                                       | Guerquesalles                    |                                                                                | 48° 54′ 26″ nord, 0° 13′ 00″ est                                               | « PA00110816 »                                                                 | Inscrit                                                                        | 1929                                                                           | Manoir de la Cocardière                                                        |
| Église Notre-Dame-de-la-Nativité d'Habloville                 | Habloville                       |                                                                                | 48° 47′ 04″ nord, 0° 10′ 12″ ouest                                             | « PA00110818 »                                                                 | Inscrit                                                                        | 1972                                                                           | Église Notre-Dame-de-la-Nativité d'Habloville                                  |
| Pierre aux Bignes                                             | Habloville                       |                                                                                | 48° 48′ 23″ nord, 0° 09′ 52″ ouest                                             | « PA00110817 »                                                                 | Classé                                                                         | 1931                                                                           | Pierre aux Bignes                                                              |
| Tumulus des Hogues                                            | Habloville                       | Les Bignes                                                                     | 48° 48′ 22″ nord, 0° 09′ 52″ ouest                                             | « PA00110819 »                                                                 | Classé                                                                         | 1968                                                                           | Image manquante Téléverser                                                     |
| Manoir de la Chaslerie                                        | La Haute-Chapelle                | La Chaslerie                                                                   | 48° 37′ 03″ nord, 0° 40′ 58″ ouest                                             | « PA00110820 »                                                                 | Inscrit Classé                                                                 | 1926 1993 1995                                                                 | Manoir de la Chaslerie                                                         |
| Manoir de la Guyardière                                       | La Haute-Chapelle                | La Petite Guyardière                                                           | 48° 36′ 32″ nord, 0° 39′ 15″ ouest                                             | « PA00111000 »                                                                 | Inscrit                                                                        | 1992                                                                           | Manoir de la Guyardière                                                        |
| Manoir de la Sausserie                                        | La Haute-Chapelle                |                                                                                | 48° 35′ 49″ nord, 0° 42′ 51″ ouest                                             | « PA00110821 »                                                                 | Classé                                                                         | 1955                                                                           | Manoir de la Sausserie                                                         |
| Château des Loges                                             | Hauterive                        | Les Loges                                                                      | 48° 28′ 12″ nord, 0° 12′ 01″ est                                               | « PA00135521 »                                                                 | Inscrit                                                                        | 1995                                                                           | Image manquante Téléverser                                                     |
|                                                               | L'Hermitière                     | Voir Liste des monuments historiques de l'arrondissement de Mortagne-au-Perche | Voir Liste des monuments historiques de l'arrondissement de Mortagne-au-Perche | Voir Liste des monuments historiques de l'arrondissement de Mortagne-au-Perche | Voir Liste des monuments historiques de l'arrondissement de Mortagne-au-Perche | Voir Liste des monuments historiques de l'arrondissement de Mortagne-au-Perche | Voir Liste des monuments historiques de l'arrondissement de Mortagne-au-Perche |
| Église Saint-Pierre-et-Saint-Denis du Douet-Arthus            | Heugon                           | Le Douet-Arthus                                                                | 48° 51′ 45″ nord, 0° 22′ 14″ est                                               | « PA61000005 »                                                                 | Inscrit                                                                        | 1997                                                                           | Église Saint-Pierre-et-Saint-Denis du Douet-Arthus                             |
|                                                               | L'Hôme-Chamondot                 | Voir Liste des monuments historiques de l'arrondissement de Mortagne-au-Perche | Voir Liste des monuments historiques de l'arrondissement de Mortagne-au-Perche | Voir Liste des monuments historiques de l'arrondissement de Mortagne-au-Perche | Voir Liste des monuments historiques de l'arrondissement de Mortagne-au-Perche | Voir Liste des monuments historiques de l'arrondissement de Mortagne-au-Perche | Voir Liste des monuments historiques de l'arrondissement de Mortagne-au-Perche |
|                                                               | Igé                              | Voir Liste des monuments historiques de l'arrondissement de Mortagne-au-Perche | Voir Liste des monuments historiques de l'arrondissement de Mortagne-au-Perche | Voir Liste des monuments historiques de l'arrondissement de Mortagne-au-Perche | Voir Liste des monuments historiques de l'arrondissement de Mortagne-au-Perche | Voir Liste des monuments historiques de l'arrondissement de Mortagne-au-Perche | Voir Liste des monuments historiques de l'arrondissement de Mortagne-au-Perche |
| Dolmen de la Grandière                                        | Joué-du-Bois                     | Les Coutures                                                                   | 48° 35′ 11″ nord, 0° 14′ 36″ ouest                                             | « PA00110828 »                                                                 | Classé                                                                         | 1889                                                                           | Image manquante Téléverser                                                     |
| Manoir de Joué-du-Bois                                        | Joué-du-Bois                     | La Douve Jardin du Maître Le Château                                           | 48° 34′ 58″ nord, 0° 13′ 58″ ouest                                             | « PA00110989 »                                                                 | Inscrit                                                                        | 1991                                                                           | Manoir de Joué-du-Bois                                                         |
| Menhir des Outres                                             | Joué-du-Bois                     | Les Outres                                                                     | 48° 34′ 57″ nord, 0° 14′ 07″ ouest                                             | « PA00110829 »                                                                 | Classé                                                                         | 1889                                                                           | Image manquante Téléverser                                                     |
| Pierre aux Loups                                              | Joué-du-Bois                     | La Fosse Gautier                                                               | 48° 34′ 37″ nord, 0° 14′ 44″ ouest                                             | « PA00110827 »                                                                 | Classé                                                                         | 1889                                                                           | Image manquante Téléverser                                                     |
| Tour de Bonvouloir                                            | Juvigny-sous-Andaine             | La Tour de Bonvouloir Le Petit Clos Cour de la Tour de Bonvouloir              | 48° 33′ 51″ nord, 0° 29′ 57″ ouest                                             | « PA00110830 »                                                                 | Classé                                                                         | 1995                                                                           | Tour de Bonvouloir                                                             |
| Bornes de la forêt d'Écouves                                  | La Lande-de-Goult                |                                                                                | 48° 34′ 28″ nord, 0° 02′ 20″ ouest                                             | « PA00110831 »                                                                 | Inscrit                                                                        | 1987                                                                           | Bornes de la forêt d'Écouves                                                   |
| Camp antique de Goult                                         | La Lande-de-Goult                | Bruyère de Plant Bruyère de Goult Goult                                        | 48° 36′ 12″ nord, 0° 03′ 51″ ouest                                             | « PA00110832 »                                                                 | Classé                                                                         | 1963                                                                           | Image manquante Téléverser                                                     |
| Prieuré de Goult                                              | La Lande-de-Goult                |                                                                                | 48° 36′ 20″ nord, 0° 03′ 52″ ouest                                             | « PA00110833 »                                                                 | Classé Inscrit                                                                 | 1953 1989                                                                      | Prieuré de Goult                                                               |
| Château de Lignou                                             | Lignou                           |                                                                                | 48° 40′ 23″ nord, 0° 20′ 11″ ouest                                             | « PA00110834 »                                                                 | Inscrit                                                                        | 1973                                                                           | Image manquante Téléverser                                                     |
|                                                               | Loisail                          | Voir Liste des monuments historiques de l'arrondissement de Mortagne-au-Perche | Voir Liste des monuments historiques de l'arrondissement de Mortagne-au-Perche | Voir Liste des monuments historiques de l'arrondissement de Mortagne-au-Perche | Voir Liste des monuments historiques de l'arrondissement de Mortagne-au-Perche | Voir Liste des monuments historiques de l'arrondissement de Mortagne-au-Perche | Voir Liste des monuments historiques de l'arrondissement de Mortagne-au-Perche |
|                                                               | Longny-au-Perche                 | Voir Liste des monuments historiques de l'arrondissement de Mortagne-au-Perche | Voir Liste des monuments historiques de l'arrondissement de Mortagne-au-Perche | Voir Liste des monuments historiques de l'arrondissement de Mortagne-au-Perche | Voir Liste des monuments historiques de l'arrondissement de Mortagne-au-Perche | Voir Liste des monuments historiques de l'arrondissement de Mortagne-au-Perche | Voir Liste des monuments historiques de l'arrondissement de Mortagne-au-Perche |
| Abbatiale Notre-Dame                                          | Lonlay-l'Abbaye                  |                                                                                | 48° 38′ 43″ nord, 0° 42′ 33″ ouest                                             | « PA00110839 »                                                                 | Classé                                                                         | 1931                                                                           | Abbatiale Notre-Dame                                                           |
| Sarcophage de la Thomassière                                  | Lonlay-l'Abbaye                  |                                                                                | 48° 39′ 12″ nord, 0° 41′ 19″ ouest                                             | « PA00110840 »                                                                 | Classé                                                                         | 1933                                                                           | Image manquante Téléverser                                                     |
| Château de Lonrai                                             | Lonrai                           | C.D. 1                                                                         | 48° 27′ 42″ nord, 0° 02′ 48″ est                                               | « PA61000020 »                                                                 | Inscrit Classé                                                                 | 1999 2000                                                                      | Image manquante Téléverser                                                     |
| Église Saint-Brice                                            | Loucé                            |                                                                                | 48° 42′ 12″ nord, 0° 06′ 08″ ouest                                             | « PA00110983 »                                                                 | Inscrit                                                                        | 1990                                                                           | Image manquante Téléverser                                                     |
|                                                               | Le Mage                          | Voir Liste des monuments historiques de l'arrondissement de Mortagne-au-Perche | Voir Liste des monuments historiques de l'arrondissement de Mortagne-au-Perche | Voir Liste des monuments historiques de l'arrondissement de Mortagne-au-Perche | Voir Liste des monuments historiques de l'arrondissement de Mortagne-au-Perche | Voir Liste des monuments historiques de l'arrondissement de Mortagne-au-Perche | Voir Liste des monuments historiques de l'arrondissement de Mortagne-au-Perche |
| Église Notre-Dame de Magny-le-Désert                          | Magny-le-Désert                  |                                                                                | 48° 34′ 13″ nord, 0° 19′ 36″ ouest                                             | « PA00110842 »                                                                 | Inscrit                                                                        | 1927                                                                           | Église Notre-Dame de Magny-le-Désert                                           |
|                                                               | Maison-Maugis                    | Voir Liste des monuments historiques de l'arrondissement de Mortagne-au-Perche | Voir Liste des monuments historiques de l'arrondissement de Mortagne-au-Perche | Voir Liste des monuments historiques de l'arrondissement de Mortagne-au-Perche | Voir Liste des monuments historiques de l'arrondissement de Mortagne-au-Perche | Voir Liste des monuments historiques de l'arrondissement de Mortagne-au-Perche | Voir Liste des monuments historiques de l'arrondissement de Mortagne-au-Perche |
|                                                               | Mâle                             | Voir Liste des monuments historiques de l'arrondissement de Mortagne-au-Perche | Voir Liste des monuments historiques de l'arrondissement de Mortagne-au-Perche | Voir Liste des monuments historiques de l'arrondissement de Mortagne-au-Perche | Voir Liste des monuments historiques de l'arrondissement de Mortagne-au-Perche | Voir Liste des monuments historiques de l'arrondissement de Mortagne-au-Perche | Voir Liste des monuments historiques de l'arrondissement de Mortagne-au-Perche |
|                                                               | Malétable                        | Voir Liste des monuments historiques de l'arrondissement de Mortagne-au-Perche | Voir Liste des monuments historiques de l'arrondissement de Mortagne-au-Perche | Voir Liste des monuments historiques de l'arrondissement de Mortagne-au-Perche | Voir Liste des monuments historiques de l'arrondissement de Mortagne-au-Perche | Voir Liste des monuments historiques de l'arrondissement de Mortagne-au-Perche | Voir Liste des monuments historiques de l'arrondissement de Mortagne-au-Perche |
| Manoir de la Baronnie                                         | Marcei                           |                                                                                | 48° 39′ 47″ nord, 0° 02′ 34″ est                                               | « PA00110845 »                                                                 | Inscrit                                                                        | 1972                                                                           | Image manquante Téléverser                                                     |
|                                                               | Marchainville                    | Voir Liste des monuments historiques de l'arrondissement de Mortagne-au-Perche | Voir Liste des monuments historiques de l'arrondissement de Mortagne-au-Perche | Voir Liste des monuments historiques de l'arrondissement de Mortagne-au-Perche | Voir Liste des monuments historiques de l'arrondissement de Mortagne-au-Perche | Voir Liste des monuments historiques de l'arrondissement de Mortagne-au-Perche | Voir Liste des monuments historiques de l'arrondissement de Mortagne-au-Perche |
| Manoir de la Bouverie                                         | Mardilly                         |                                                                                | 48° 49′ 37″ nord, 0° 16′ 50″ est                                               | « PA00110847 »                                                                 | Inscrit                                                                        | 1968                                                                           | Manoir de la Bouverie                                                          |
|                                                               | Mauves-sur-Huisne                | Voir Liste des monuments historiques de l'arrondissement de Mortagne-au-Perche | Voir Liste des monuments historiques de l'arrondissement de Mortagne-au-Perche | Voir Liste des monuments historiques de l'arrondissement de Mortagne-au-Perche | Voir Liste des monuments historiques de l'arrondissement de Mortagne-au-Perche | Voir Liste des monuments historiques de l'arrondissement de Mortagne-au-Perche | Voir Liste des monuments historiques de l'arrondissement de Mortagne-au-Perche |
| Château de Médavy                                             | Médavy                           |                                                                                | 48° 40′ 44″ nord, 0° 05′ 54″ est                                               | « PA00110850 »                                                                 | Inscrit Classé Inscrit                                                         | 1926 1989                                                                      | Château de Médavy                                                              |
| Prieuré Notre-Dame du Repos                                   | Médavy                           | Le Repos                                                                       | 48° 40′ 14″ nord, 0° 04′ 21″ est                                               | « PA00110976 »                                                                 | Inscrit Classé                                                                 | 1989 1990                                                                      | Image manquante Téléverser                                                     |
| Château de Monceaux                                           | Méhoudin                         |                                                                                | 48° 30′ 39″ nord, 0° 22′ 00″ ouest                                             | « PA00125313 »                                                                 | Inscrit                                                                        | 1993                                                                           | Château de Monceaux                                                            |
| Église Notre-Dame-de-l'Assomption du Mêle-sur-Sarthe          | Le Mêle-sur-Sarthe               | Grande-Rue                                                                     | 48° 30′ 39″ nord, 0° 21′ 17″ est                                               | « PA00110851 »                                                                 | Inscrit                                                                        | 1975                                                                           | Église Notre-Dame-de-l'Assomption du Mêle-sur-Sarthe                           |
| Ferme de la Normanderie                                       | Ménil-Erreux                     | La Normanderie                                                                 | 48° 29′ 44″ nord, 0° 11′ 49″ est                                               | « PA61000039 »                                                                 | Inscrit                                                                        | 2005                                                                           | Image manquante Téléverser                                                     |
| Logis de Ménil-Froger                                         | Ménil-Froger                     | Le Logis                                                                       | 48° 43′ 52″ nord, 0° 15′ 52″ est                                               | « PA61000024 »                                                                 | Inscrit                                                                        | 2000                                                                           | Image manquante Téléverser                                                     |
| Château de la Cour                                            | Ménil-Gondouin                   |                                                                                | 48° 45′ 28″ nord, 0° 17′ 19″ ouest                                             | « PA00110852 »                                                                 | Inscrit                                                                        | 1987                                                                           | Image manquante Téléverser                                                     |
| Logis de Sainte-Honorine                                      | Ménil-Gondouin                   |                                                                                | 48° 45′ 04″ nord, 0° 16′ 45″ ouest                                             | « PA00110853 »                                                                 | Inscrit                                                                        | 1975                                                                           | Image manquante Téléverser                                                     |
| Château de Ménil-Hubert-en-Exmes                              | Ménil-Hubert-en-Exmes            |                                                                                | 48° 48′ 47″ nord, 0° 13′ 34″ est                                               | « PA61000059 »                                                                 | Inscrit                                                                        | 2010                                                                           | Château de Ménil-Hubert-en-Exmes                                               |
| Ensemble castral du Merlerault                                | Le Merlerault                    | Le Château Clos                                                                | 48° 41′ 15″ nord, 0° 16′ 03″ est                                               | « PA00110977 »                                                                 | Inscrit                                                                        | 1989                                                                           | Image manquante Téléverser                                                     |
|                                                               | La Mesnière                      | Voir Liste des monuments historiques de l'arrondissement de Mortagne-au-Perche | Voir Liste des monuments historiques de l'arrondissement de Mortagne-au-Perche | Voir Liste des monuments historiques de l'arrondissement de Mortagne-au-Perche | Voir Liste des monuments historiques de l'arrondissement de Mortagne-au-Perche | Voir Liste des monuments historiques de l'arrondissement de Mortagne-au-Perche | Voir Liste des monuments historiques de l'arrondissement de Mortagne-au-Perche |
| Château de Messei                                             | Messei                           |                                                                                | 48° 42′ 21″ nord, 0° 32′ 25″ ouest                                             | « PA00110854 »                                                                 | Inscrit                                                                        | 1975                                                                           | Château de Messei                                                              |
|                                                               | Monceaux-au-Perche               | Voir Liste des monuments historiques de l'arrondissement de Mortagne-au-Perche | Voir Liste des monuments historiques de l'arrondissement de Mortagne-au-Perche | Voir Liste des monuments historiques de l'arrondissement de Mortagne-au-Perche | Voir Liste des monuments historiques de l'arrondissement de Mortagne-au-Perche | Voir Liste des monuments historiques de l'arrondissement de Mortagne-au-Perche | Voir Liste des monuments historiques de l'arrondissement de Mortagne-au-Perche |
| Église Saint-Marc de Vaux-le-Bardoult                         | Montgaroult                      |                                                                                | 48° 45′ 55″ nord, 0° 09′ 27″ ouest                                             | « PA00110856 »                                                                 | Inscrit                                                                        | 1972                                                                           | Église Saint-Marc de Vaux-le-Bardoult                                          |
| Manoir de Pommereux                                           | Montgaroult                      |                                                                                | 48° 45′ 03″ nord, 0° 07′ 10″ ouest                                             | « PA00110857 »                                                                 | Inscrit Classé                                                                 | 1926 1970                                                                      | Manoir de Pommereux                                                            |
|                                                               | Mortagne-au-Perche               | Voir Liste des monuments historiques de l'arrondissement de Mortagne-au-Perche | Voir Liste des monuments historiques de l'arrondissement de Mortagne-au-Perche | Voir Liste des monuments historiques de l'arrondissement de Mortagne-au-Perche | Voir Liste des monuments historiques de l'arrondissement de Mortagne-au-Perche | Voir Liste des monuments historiques de l'arrondissement de Mortagne-au-Perche | Voir Liste des monuments historiques de l'arrondissement de Mortagne-au-Perche |
| Château d'Ô                                                   | Mortrée                          |                                                                                | 48° 38′ 52″ nord, 0° 05′ 15″ est                                               | « PA00110871 »                                                                 | Classé Inscrit                                                                 | 1964 1977 2002                                                                 | Château d'Ô                                                                    |
| Église Saint-Pierre                                           | Mortrée                          | Le Bourg Nord Ouest Place de l'Église                                          | 48° 38′ 25″ nord, 0° 04′ 40″ est                                               | « PA61000049 »                                                                 | Inscrit                                                                        | 2006                                                                           | Image manquante Téléverser                                                     |
| Logis de la Fontaine Orin                                     | Mortrée                          | La Fontaine Orin                                                               | 48° 39′ 34″ nord, 0° 05′ 27″ est                                               | « PA00135525 »                                                                 | Inscrit                                                                        | 1995                                                                           | Logis de la Fontaine Orin                                                      |
| Château de la Motte                                           | La Motte-Fouquet                 | Moulin de la Motte                                                             | 48° 33′ 52″ nord, 0° 17′ 42″ ouest                                             | « PA00110872 »                                                                 | Inscrit                                                                        | 1980                                                                           | Image manquante Téléverser                                                     |
|                                                               | Moutiers-au-Perche               | Voir Liste des monuments historiques de l'arrondissement de Mortagne-au-Perche | Voir Liste des monuments historiques de l'arrondissement de Mortagne-au-Perche | Voir Liste des monuments historiques de l'arrondissement de Mortagne-au-Perche | Voir Liste des monuments historiques de l'arrondissement de Mortagne-au-Perche | Voir Liste des monuments historiques de l'arrondissement de Mortagne-au-Perche | Voir Liste des monuments historiques de l'arrondissement de Mortagne-au-Perche |
| Église Saint-Paterne de Montrond                              | Neuville-près-Sées               |                                                                                | 48° 39′ 28″ nord, 0° 15′ 04″ est                                               | « PA00110874 »                                                                 | Inscrit                                                                        | 1979                                                                           | Église Saint-Paterne de Montrond                                               |
| Pierre aux Bignes                                             | Neuvy-au-Houlme                  |                                                                                | 48° 48′ 23″ nord, 0° 09′ 52″ ouest                                             | « PA00110875 »                                                                 | Classé                                                                         | 1931                                                                           | Pierre aux Bignes                                                              |
|                                                               | Nocé                             | Voir Liste des monuments historiques de l'arrondissement de Mortagne-au-Perche | Voir Liste des monuments historiques de l'arrondissement de Mortagne-au-Perche | Voir Liste des monuments historiques de l'arrondissement de Mortagne-au-Perche | Voir Liste des monuments historiques de l'arrondissement de Mortagne-au-Perche | Voir Liste des monuments historiques de l'arrondissement de Mortagne-au-Perche | Voir Liste des monuments historiques de l'arrondissement de Mortagne-au-Perche |
| Château de Cuy                                                | Occagnes                         |                                                                                | 48° 46′ 19″ nord, 0° 05′ 10″ ouest                                             | « PA00110878 »                                                                 | Inscrit                                                                        | 1936                                                                           | Château de Cuy                                                                 |
| Église Saint-Gervais-et-Saint-Protais de Cuy                  | Occagnes                         |                                                                                | 48° 46′ 22″ nord, 0° 05′ 10″ ouest                                             | « PA00110879 »                                                                 | Inscrit                                                                        | 1970                                                                           | Église Saint-Gervais-et-Saint-Protais de Cuy                                   |
|                                                               | Origny-le-Roux                   | Voir Liste des monuments historiques de l'arrondissement de Mortagne-au-Perche | Voir Liste des monuments historiques de l'arrondissement de Mortagne-au-Perche | Voir Liste des monuments historiques de l'arrondissement de Mortagne-au-Perche | Voir Liste des monuments historiques de l'arrondissement de Mortagne-au-Perche | Voir Liste des monuments historiques de l'arrondissement de Mortagne-au-Perche | Voir Liste des monuments historiques de l'arrondissement de Mortagne-au-Perche |
| Église Saint-Pierre de Pacé                                   | Pacé                             |                                                                                | 48° 26′ 43″ nord, 0° 00′ 15″ ouest                                             | « PA00110880 »                                                                 | Inscrit                                                                        | 1974                                                                           | Église Saint-Pierre de Pacé                                                    |
| Manoir de la Cour                                             | Pacé                             |                                                                                | 48° 26′ 42″ nord, 0° 00′ 17″ ouest                                             | « PA00110881 »                                                                 | Inscrit                                                                        | 1974                                                                           | Image manquante Téléverser                                                     |
| Manoir de la Guérinière                                       | Passais                          |                                                                                | 48° 30′ 55″ nord, 0° 44′ 06″ ouest                                             | « PA00110883 »                                                                 | Inscrit                                                                        | 1975                                                                           | Manoir de la Guérinière                                                        |
| Menhir du Perron                                              | Passais                          |                                                                                | 48° 29′ 31″ nord, 0° 45′ 59″ ouest                                             | « PA00110884 »                                                                 | Classé                                                                         | 1926                                                                           | Menhir du Perron                                                               |
| Table au Diable                                               | Passais                          | Le Domaine                                                                     | 48° 30′ 43″ nord, 0° 46′ 17″ ouest                                             | « PA00110882 »                                                                 | Classé                                                                         | 1973                                                                           | Table au Diable                                                                |
|                                                               | La Perrière                      | Voir Liste des monuments historiques de l'arrondissement de Mortagne-au-Perche | Voir Liste des monuments historiques de l'arrondissement de Mortagne-au-Perche | Voir Liste des monuments historiques de l'arrondissement de Mortagne-au-Perche | Voir Liste des monuments historiques de l'arrondissement de Mortagne-au-Perche | Voir Liste des monuments historiques de l'arrondissement de Mortagne-au-Perche | Voir Liste des monuments historiques de l'arrondissement de Mortagne-au-Perche |
|                                                               | Pervenchères                     | Voir Liste des monuments historiques de l'arrondissement de Mortagne-au-Perche | Voir Liste des monuments historiques de l'arrondissement de Mortagne-au-Perche | Voir Liste des monuments historiques de l'arrondissement de Mortagne-au-Perche | Voir Liste des monuments historiques de l'arrondissement de Mortagne-au-Perche | Voir Liste des monuments historiques de l'arrondissement de Mortagne-au-Perche | Voir Liste des monuments historiques de l'arrondissement de Mortagne-au-Perche |
|                                                               | Le Pin-la-Garenne                | Voir Liste des monuments historiques de l'arrondissement de Mortagne-au-Perche | Voir Liste des monuments historiques de l'arrondissement de Mortagne-au-Perche | Voir Liste des monuments historiques de l'arrondissement de Mortagne-au-Perche | Voir Liste des monuments historiques de l'arrondissement de Mortagne-au-Perche | Voir Liste des monuments historiques de l'arrondissement de Mortagne-au-Perche | Voir Liste des monuments historiques de l'arrondissement de Mortagne-au-Perche |
| Haras national du Pin                                         | Le Pin-au-Haras                  |                                                                                | 48° 44′ 20″ nord, 0° 08′ 50″ est                                               | « PA00110888 »                                                                 | Inscrit Classé Inscrit                                                         | 1948 1949 1995                                                                 | Haras national du Pin                                                          |
|                                                               | Préaux-du-Perche                 | Voir Liste des monuments historiques de l'arrondissement de Mortagne-au-Perche | Voir Liste des monuments historiques de l'arrondissement de Mortagne-au-Perche | Voir Liste des monuments historiques de l'arrondissement de Mortagne-au-Perche | Voir Liste des monuments historiques de l'arrondissement de Mortagne-au-Perche | Voir Liste des monuments historiques de l'arrondissement de Mortagne-au-Perche | Voir Liste des monuments historiques de l'arrondissement de Mortagne-au-Perche |
| Château de Rabodanges                                         | Rabodanges                       |                                                                                | 48° 48′ 18″ nord, 0° 17′ 26″ ouest                                             | « PA00110894 »                                                                 | Inscrit Classé                                                                 | 1944 1981                                                                      | Château de Rabodanges                                                          |
| Bornes de la forêt d'Écouves                                  | Radon                            |                                                                                | 48° 31′ 22″ nord, 0° 04′ 55″ est                                               | « PA00110895 »                                                                 | Inscrit                                                                        | 1987                                                                           | Bornes de la forêt d'Écouves                                                   |
| Chapelle funéraire des Berghes                                | Rânes                            | Champ de Coupey                                                                | 48° 38′ 40″ nord, 0° 12′ 38″ ouest                                             | « PA61000060 »                                                                 | Inscrit                                                                        | 2010                                                                           | Chapelle funéraire des Berghes                                                 |
| Château de Rânes                                              | Rânes                            |                                                                                | 48° 38′ 26″ nord, 0° 12′ 43″ ouest                                             | « PA00110896 »                                                                 | Inscrit                                                                        | 1975                                                                           | Château de Rânes                                                               |
| Enceinte circulaire de la Couillardière                       | Rânes                            | La Couillardière                                                               | 48° 37′ 56″ nord, 0° 11′ 07″ ouest                                             | « PA00132902 »                                                                 | Inscrit                                                                        | 1994                                                                           | Image manquante Téléverser                                                     |
|                                                               | Rémalard                         | Voir Liste des monuments historiques de l'arrondissement de Mortagne-au-Perche | Voir Liste des monuments historiques de l'arrondissement de Mortagne-au-Perche | Voir Liste des monuments historiques de l'arrondissement de Mortagne-au-Perche | Voir Liste des monuments historiques de l'arrondissement de Mortagne-au-Perche | Voir Liste des monuments historiques de l'arrondissement de Mortagne-au-Perche | Voir Liste des monuments historiques de l'arrondissement de Mortagne-au-Perche |
| Ferme de Coulonches et des Cours-Montreuil                    | Le Renouard                      | Ferme Coulonches Cours-Montreuil                                               | 48° 55′ 46″ nord, 0° 04′ 40″ est                                               | « PA61000032 »                                                                 | Inscrit                                                                        | 2003                                                                           | Ferme de Coulonches et des Cours-Montreuil                                     |
| Château de Corday                                             | Le Renouard                      |                                                                                | 48° 55′ 08″ nord, 0° 04′ 17″ est                                               | « PA00110902 »                                                                 | Inscrit                                                                        | 1948 1997                                                                      | Image manquante Téléverser                                                     |
|                                                               | Réveillon                        | Voir Liste des monuments historiques de l'arrondissement de Mortagne-au-Perche | Voir Liste des monuments historiques de l'arrondissement de Mortagne-au-Perche | Voir Liste des monuments historiques de l'arrondissement de Mortagne-au-Perche | Voir Liste des monuments historiques de l'arrondissement de Mortagne-au-Perche | Voir Liste des monuments historiques de l'arrondissement de Mortagne-au-Perche | Voir Liste des monuments historiques de l'arrondissement de Mortagne-au-Perche |
| Église Saint-Pierre de La Roche-Mabile                        | La Roche-Mabile                  |                                                                                | 48° 29′ 16″ nord, 0° 03′ 03″ ouest                                             | « PA00110903 »                                                                 | Inscrit                                                                        | 1975                                                                           | Église Saint-Pierre de La Roche-Mabile                                         |
| Manoir du Mesnil                                              | Roiville                         |                                                                                | 48° 53′ 02″ nord, 0° 13′ 20″ est                                               | « PA00110904 »                                                                 | Inscrit                                                                        | 1981                                                                           | Manoir du Mesnil                                                               |
| Manoir de Lyvonnière                                          | Rouellé                          | L'Hyvonnière-sud                                                               | 48° 36′ 37″ nord, 0° 43′ 22″ ouest                                             | « PA61000038 »                                                                 | Inscrit                                                                        | 2005                                                                           | Manoir de Lyvonnière                                                           |
|                                                               | La Rouge                         | Voir Liste des monuments historiques de l'arrondissement de Mortagne-au-Perche | Voir Liste des monuments historiques de l'arrondissement de Mortagne-au-Perche | Voir Liste des monuments historiques de l'arrondissement de Mortagne-au-Perche | Voir Liste des monuments historiques de l'arrondissement de Mortagne-au-Perche | Voir Liste des monuments historiques de l'arrondissement de Mortagne-au-Perche | Voir Liste des monuments historiques de l'arrondissement de Mortagne-au-Perche |
| Bornes de la forêt d'Écouves                                  | Rouperroux                       |                                                                                | à géolocaliser                                                                 | « PA00110905 »                                                                 | Inscrit                                                                        | 1987                                                                           | Image manquante Téléverser                                                     |
| Vieux Saint-Aubert                                            | Saint-Aubert-sur-Orne            | Le Vieux-Saint-Aubert                                                          | 48° 47′ 49″ nord, 0° 18′ 53″ ouest                                             | « PA00111001 »                                                                 | Inscrit                                                                        | 1992                                                                           | Vieux Saint-Aubert                                                             |
| Église Saint-Aubin                                            | Saint-Aubin-de-Bonneval          |                                                                                | 48° 56′ 27″ nord, 0° 22′ 44″ est                                               | « PA00110990 »                                                                 | Inscrit                                                                        | 1991                                                                           | Église Saint-Aubin                                                             |
| Manoir de la Bérardière                                       | Saint-Bômer-les-Forges           |                                                                                | 48° 39′ 06″ nord, 0° 38′ 48″ ouest                                             | « PA00110907 »                                                                 | Inscrit                                                                        | 1974 1995                                                                      | Manoir de la Bérardière                                                        |
| Ensemble mégalithique du Creux                                | Saint-Bômer-les-Forges           | Le Creux                                                                       | 48° 38′ 39″ nord, 0° 36′ 17″ ouest                                             | « PA00110906 »                                                                 | Classé                                                                         | 1975                                                                           | Image manquante Téléverser                                                     |
| Logis de la Cousinière                                        | Saint-Brice                      |                                                                                | 48° 33′ 12″ nord, 0° 38′ 34″ ouest                                             | « PA00110908 »                                                                 | Inscrit                                                                        | 1974                                                                           | Image manquante Téléverser                                                     |
| Auberge de Moisy                                              | Saint-Céneri-le-Gérei            | Rue du Dessous                                                                 | 48° 22′ 46″ nord, 0° 03′ 11″ ouest                                             | « PA61000030 »                                                                 | Inscrit                                                                        | 2003                                                                           | Auberge de Moisy                                                               |
| Auberge des Peintres                                          | Saint-Céneri-le-Gérei            | Route de Saint-Pierre-des-Nids                                                 | 48° 22′ 46″ nord, 0° 03′ 11″ ouest                                             | « PA61000029 »                                                                 | Inscrit                                                                        | 2002                                                                           | Image manquante Téléverser                                                     |
| Chapelle de Saint-Céneri                                      | Saint-Céneri-le-Gérei            |                                                                                | 48° 22′ 33″ nord, 0° 03′ 01″ ouest                                             | « PA00110909 »                                                                 | Inscrit                                                                        | 1926                                                                           | Chapelle de Saint-Céneri                                                       |
| Église Saint-Céneri de Saint-Céneri-le-Gérei                  | Saint-Céneri-le-Gérei            |                                                                                | 48° 22′ 41″ nord, 0° 03′ 07″ ouest                                             | « PA00110910 »                                                                 | Classé                                                                         | 1886                                                                           | Église Saint-Céneri de Saint-Céneri-le-Gérei                                   |
| Château de Sassy                                              | Saint-Christophe-le-Jajolet      | Sacy                                                                           | 48° 39′ 20″ nord, 0° 00′ 03″ est                                               | « PA00110913 »                                                                 | Inscrit Classé Inscrit Classé Inscrit                                          | 1932 1986 1993 1994 2006                                                       | Château de Sassy                                                               |
|                                                               | Saint-Cyr-la-Rosière             | Voir Liste des monuments historiques de l'arrondissement de Mortagne-au-Perche | Voir Liste des monuments historiques de l'arrondissement de Mortagne-au-Perche | Voir Liste des monuments historiques de l'arrondissement de Mortagne-au-Perche | Voir Liste des monuments historiques de l'arrondissement de Mortagne-au-Perche | Voir Liste des monuments historiques de l'arrondissement de Mortagne-au-Perche | Voir Liste des monuments historiques de l'arrondissement de Mortagne-au-Perche |
|                                                               | Saint-Denis-sur-Huisne           | Voir Liste des monuments historiques de l'arrondissement de Mortagne-au-Perche | Voir Liste des monuments historiques de l'arrondissement de Mortagne-au-Perche | Voir Liste des monuments historiques de l'arrondissement de Mortagne-au-Perche | Voir Liste des monuments historiques de l'arrondissement de Mortagne-au-Perche | Voir Liste des monuments historiques de l'arrondissement de Mortagne-au-Perche | Voir Liste des monuments historiques de l'arrondissement de Mortagne-au-Perche |
| Grosse forge de Saint-Denis-sur-Sarthon                       | Saint-Denis-sur-Sarthon          | La Forge                                                                       | 48° 27′ 46″ nord, 0° 03′ 17″ ouest                                             | « PA00110985 »                                                                 | Inscrit                                                                        | 1990                                                                           | Image manquante Téléverser                                                     |
| Bornes de la forêt d'Écouves                                  | Saint-Didier-sous-Écouves        |                                                                                | 48° 33′ 15″ nord, 0° 00′ 40″ ouest                                             | « PA00110919 »                                                                 | Inscrit                                                                        | 1987                                                                           | Bornes de la forêt d'Écouves                                                   |
|                                                               | Sainte-Céronne-lès-Mortagne      | Voir Liste des monuments historiques de l'arrondissement de Mortagne-au-Perche | Voir Liste des monuments historiques de l'arrondissement de Mortagne-au-Perche | Voir Liste des monuments historiques de l'arrondissement de Mortagne-au-Perche | Voir Liste des monuments historiques de l'arrondissement de Mortagne-au-Perche | Voir Liste des monuments historiques de l'arrondissement de Mortagne-au-Perche | Voir Liste des monuments historiques de l'arrondissement de Mortagne-au-Perche |
| Manoir de la Cour                                             | Sainte-Croix-sur-Orne            |                                                                                | 48° 46′ 44″ nord, 0° 17′ 31″ ouest                                             | « PA61000061 »                                                                 | Inscrit                                                                        | 2011                                                                           | Manoir de la Cour                                                              |
| Château de Saint-Sauveur                                      | Sainte-Honorine-la-Chardonne     |                                                                                | 48° 49′ 58″ nord, 0° 27′ 37″ ouest                                             | « PA00110925 »                                                                 | Classé Inscrit                                                                 | 1978 2009                                                                      | Château de Saint-Sauveur                                                       |
| Église Sainte-Marguerite                                      | Sainte-Marguerite-de-Carrouges   |                                                                                | 48° 35′ 03″ nord, 0° 09′ 14″ ouest                                             | « PA00110929 »                                                                 | Inscrit                                                                        | 1978                                                                           | Église Sainte-Marguerite                                                       |
| Logis                                                         | Sainte-Marie-la-Robert           |                                                                                | 48° 37′ 37″ nord, 0° 09′ 14″ ouest                                             | « PA00110930 »                                                                 | Inscrit                                                                        | 1926                                                                           | Logis                                                                          |
| Abbaye de Saint-Évroult                                       | Saint-Évroult-Notre-Dame-du-Bois |                                                                                | 48° 47′ 27″ nord, 0° 27′ 50″ est                                               | « PA00110920 »                                                                 | Classé                                                                         | 1967                                                                           | Abbaye de Saint-Évroult                                                        |
| Manoir de Saint-Germain-d'Aunay                               | Saint-Germain-d'Aunay            | Le Manoir                                                                      | 48° 56′ 05″ nord, 0° 23′ 39″ est                                               | « PA00111002 »                                                                 | Inscrit                                                                        | 1992                                                                           | Image manquante Téléverser                                                     |
|                                                               | Saint-Germain-de-la-Coudre       | Voir Liste des monuments historiques de l'arrondissement de Mortagne-au-Perche | Voir Liste des monuments historiques de l'arrondissement de Mortagne-au-Perche | Voir Liste des monuments historiques de l'arrondissement de Mortagne-au-Perche | Voir Liste des monuments historiques de l'arrondissement de Mortagne-au-Perche | Voir Liste des monuments historiques de l'arrondissement de Mortagne-au-Perche | Voir Liste des monuments historiques de l'arrondissement de Mortagne-au-Perche |
| Bornes de la forêt d'Écouves                                  | Saint-Gervais-du-Perron          |                                                                                | 48° 32′ 48″ nord, 0° 06′ 13″ est                                               | « PA00110923 »                                                                 | Inscrit                                                                        | 1987                                                                           | Image manquante Téléverser                                                     |
|                                                               | Saint-Hilaire-sur-Erre           | Voir Liste des monuments historiques de l'arrondissement de Mortagne-au-Perche | Voir Liste des monuments historiques de l'arrondissement de Mortagne-au-Perche | Voir Liste des monuments historiques de l'arrondissement de Mortagne-au-Perche | Voir Liste des monuments historiques de l'arrondissement de Mortagne-au-Perche | Voir Liste des monuments historiques de l'arrondissement de Mortagne-au-Perche | Voir Liste des monuments historiques de l'arrondissement de Mortagne-au-Perche |
|                                                               | Saint-Hilaire-sur-Risle          | Voir Liste des monuments historiques de l'arrondissement de Mortagne-au-Perche | Voir Liste des monuments historiques de l'arrondissement de Mortagne-au-Perche | Voir Liste des monuments historiques de l'arrondissement de Mortagne-au-Perche | Voir Liste des monuments historiques de l'arrondissement de Mortagne-au-Perche | Voir Liste des monuments historiques de l'arrondissement de Mortagne-au-Perche | Voir Liste des monuments historiques de l'arrondissement de Mortagne-au-Perche |
| Manoir de la Guyonnière                                       | Saint-Jean-des-Bois              |                                                                                | 48° 43′ 55″ nord, 0° 48′ 50″ ouest                                             | « PA00110926 »                                                                 | Inscrit                                                                        | 1979                                                                           | Image manquante Téléverser                                                     |
|                                                               | Saint-Jouin-de-Blavou            | Voir Liste des monuments historiques de l'arrondissement de Mortagne-au-Perche | Voir Liste des monuments historiques de l'arrondissement de Mortagne-au-Perche | Voir Liste des monuments historiques de l'arrondissement de Mortagne-au-Perche | Voir Liste des monuments historiques de l'arrondissement de Mortagne-au-Perche | Voir Liste des monuments historiques de l'arrondissement de Mortagne-au-Perche | Voir Liste des monuments historiques de l'arrondissement de Mortagne-au-Perche |
| Église Saint-Lambert                                          | Saint-Lambert-sur-Dive           |                                                                                | 48° 48′ 59″ nord, 0° 04′ 32″ est                                               | « PA00110928 »                                                                 | Inscrit                                                                        | 1948                                                                           | Église Saint-Lambert                                                           |
|                                                               | Saint-Langis-lès-Mortagne        | Voir Liste des monuments historiques de l'arrondissement de Mortagne-au-Perche | Voir Liste des monuments historiques de l'arrondissement de Mortagne-au-Perche | Voir Liste des monuments historiques de l'arrondissement de Mortagne-au-Perche | Voir Liste des monuments historiques de l'arrondissement de Mortagne-au-Perche | Voir Liste des monuments historiques de l'arrondissement de Mortagne-au-Perche | Voir Liste des monuments historiques de l'arrondissement de Mortagne-au-Perche |
| Moulin de Tercey                                              | Saint-Loyer-des-Champs           | Moulin de Tercey                                                               | 48° 42′ 25″ nord, 0° 03′ 17″ est                                               | « PA00135529 »                                                                 | Inscrit                                                                        | 1995                                                                           | Image manquante Téléverser                                                     |
|                                                               | Saint-Mard-de-Réno               | Voir Liste des monuments historiques de l'arrondissement de Mortagne-au-Perche | Voir Liste des monuments historiques de l'arrondissement de Mortagne-au-Perche | Voir Liste des monuments historiques de l'arrondissement de Mortagne-au-Perche | Voir Liste des monuments historiques de l'arrondissement de Mortagne-au-Perche | Voir Liste des monuments historiques de l'arrondissement de Mortagne-au-Perche | Voir Liste des monuments historiques de l'arrondissement de Mortagne-au-Perche |
|                                                               | Saint-Martin-du-Vieux-Bellême    | Voir Liste des monuments historiques de l'arrondissement de Mortagne-au-Perche | Voir Liste des monuments historiques de l'arrondissement de Mortagne-au-Perche | Voir Liste des monuments historiques de l'arrondissement de Mortagne-au-Perche | Voir Liste des monuments historiques de l'arrondissement de Mortagne-au-Perche | Voir Liste des monuments historiques de l'arrondissement de Mortagne-au-Perche | Voir Liste des monuments historiques de l'arrondissement de Mortagne-au-Perche |
| Château de Saint-Maurice-du-Désert                            | Saint-Maurice-du-Désert          |                                                                                | 48° 36′ 34″ nord, 0° 23′ 17″ ouest                                             | « PA00110931 »                                                                 | Inscrit                                                                        | 1981                                                                           | Image manquante Téléverser                                                     |
|                                                               | Saint-Maurice-sur-Huisne         | Voir Liste des monuments historiques de l'arrondissement de Mortagne-au-Perche | Voir Liste des monuments historiques de l'arrondissement de Mortagne-au-Perche | Voir Liste des monuments historiques de l'arrondissement de Mortagne-au-Perche | Voir Liste des monuments historiques de l'arrondissement de Mortagne-au-Perche | Voir Liste des monuments historiques de l'arrondissement de Mortagne-au-Perche | Voir Liste des monuments historiques de l'arrondissement de Mortagne-au-Perche |
|                                                               | Saint-Michel-Tubœuf              | Voir Liste des monuments historiques de l'arrondissement de Mortagne-au-Perche | Voir Liste des monuments historiques de l'arrondissement de Mortagne-au-Perche | Voir Liste des monuments historiques de l'arrondissement de Mortagne-au-Perche | Voir Liste des monuments historiques de l'arrondissement de Mortagne-au-Perche | Voir Liste des monuments historiques de l'arrondissement de Mortagne-au-Perche | Voir Liste des monuments historiques de l'arrondissement de Mortagne-au-Perche |
| Bornes de la forêt d'Écouves                                  | Saint-Nicolas-des-Bois           |                                                                                | 48° 30′ 37″ nord, 0° 02′ 05″ est                                               | « PA00110934 »                                                                 | Inscrit                                                                        | 1987                                                                           | Bornes de la forêt d'Écouves                                                   |
| Chapelle Saint-Pierre de Saint-Pierre-de-Sommaire             | Saint-Nicolas-de-Sommaire        |                                                                                | 48° 49′ 04″ nord, 0° 37′ 28″ est                                               | « PA00110933 »                                                                 | Classé                                                                         | 1906                                                                           | Chapelle Saint-Pierre de Saint-Pierre-de-Sommaire                              |
| Château du Petit-Jard                                         | Saint-Patrice-du-Désert          |                                                                                | 48° 32′ 02″ nord, 0° 16′ 41″ ouest                                             | « PA61000041 »                                                                 | Inscrit                                                                        | 2005                                                                           | Image manquante Téléverser                                                     |
| Manoir de Loraille                                            | Saint-Roch-sur-Égrenne           |                                                                                | 48° 34′ 10″ nord, 0° 43′ 11″ ouest                                             | « PA00110935 »                                                                 | Inscrit                                                                        | 1975                                                                           | Image manquante Téléverser                                                     |
|                                                               | Saint-Sulpice-sur-Risle          | Voir Liste des monuments historiques de l'arrondissement de Mortagne-au-Perche | Voir Liste des monuments historiques de l'arrondissement de Mortagne-au-Perche | Voir Liste des monuments historiques de l'arrondissement de Mortagne-au-Perche | Voir Liste des monuments historiques de l'arrondissement de Mortagne-au-Perche | Voir Liste des monuments historiques de l'arrondissement de Mortagne-au-Perche | Voir Liste des monuments historiques de l'arrondissement de Mortagne-au-Perche |
|                                                               | Saint-Symphorien-des-Bruyères    | Voir Liste des monuments historiques de l'arrondissement de Mortagne-au-Perche | Voir Liste des monuments historiques de l'arrondissement de Mortagne-au-Perche | Voir Liste des monuments historiques de l'arrondissement de Mortagne-au-Perche | Voir Liste des monuments historiques de l'arrondissement de Mortagne-au-Perche | Voir Liste des monuments historiques de l'arrondissement de Mortagne-au-Perche | Voir Liste des monuments historiques de l'arrondissement de Mortagne-au-Perche |
|                                                               | Saint-Victor-de-Réno             | Voir Liste des monuments historiques de l'arrondissement de Mortagne-au-Perche | Voir Liste des monuments historiques de l'arrondissement de Mortagne-au-Perche | Voir Liste des monuments historiques de l'arrondissement de Mortagne-au-Perche | Voir Liste des monuments historiques de l'arrondissement de Mortagne-au-Perche | Voir Liste des monuments historiques de l'arrondissement de Mortagne-au-Perche | Voir Liste des monuments historiques de l'arrondissement de Mortagne-au-Perche |
| Église Saint-Pierre                                           | Le Sap                           |                                                                                | 48° 53′ 40″ nord, 0° 20′ 24″ est                                               | « PA00110940 »                                                                 | Inscrit                                                                        | 1979                                                                           | Image manquante Téléverser                                                     |
| Allée couverte de la Bertinière                               | La Sauvagère                     | La Bertinière                                                                  | 48° 37′ 31″ nord, 0° 26′ 10″ ouest                                             | « PA00110941 »                                                                 | Classé                                                                         | 1967                                                                           | Allée couverte de la Bertinière                                                |
| Abbaye Saint-Martin de Sées                                   | Sées                             |                                                                                | 48° 36′ 10″ nord, 0° 10′ 33″ est                                               | « PA00110942 »                                                                 | Classé Inscrit                                                                 | 1968                                                                           | Abbaye Saint-Martin de Sées                                                    |
| Cathédrale Notre-Dame de Sées                                 | Sées                             |                                                                                | 48° 36′ 19″ nord, 0° 10′ 23″ est                                               | « PA00110943 »                                                                 | Classé                                                                         | 1875                                                                           | Cathédrale Notre-Dame de Sées                                                  |
| Chapelle canoniale de Sées                                    | Sées                             |                                                                                | 48° 36′ 21″ nord, 0° 10′ 21″ est                                               | « PA00110944 »                                                                 | Classé                                                                         | 1939                                                                           | Chapelle canoniale de Sées                                                     |
| Chapelle de l'Immaculée-Conception de Sées                    | Sées                             | Rue Conté                                                                      | 48° 36′ 26″ nord, 0° 10′ 12″ est                                               | « PA61000050 »                                                                 | Inscrit                                                                        | 2006                                                                           | Chapelle de l'Immaculée-Conception de Sées                                     |
| Église Notre-Dame du Vivier                                   | Sées                             |                                                                                | 48° 36′ 14″ nord, 0° 10′ 22″ est                                               | « PA00110945 »                                                                 | Inscrit                                                                        | 1975                                                                           | Image manquante Téléverser                                                     |
| Halle aux grains de Sées                                      | Sées                             |                                                                                | 48° 36′ 09″ nord, 0° 10′ 09″ est                                               | « PA00110947 »                                                                 | Inscrit                                                                        | 1980                                                                           | Halle aux grains de Sées                                                       |
| Hôtel du comte Curial                                         | Sées                             | 13 rue des Cordeliers                                                          | 48° 36′ 21″ nord, 0° 10′ 09″ est                                               | « PA00110948 »                                                                 | Inscrit                                                                        | 1937                                                                           | Image manquante Téléverser                                                     |
| Logis capitulaire de Sées                                     | Sées                             | 3 place de la Libération                                                       | 48° 36′ 21″ nord, 0° 10′ 22″ est                                               | « PA00110949 »                                                                 | Inscrit                                                                        | 1972                                                                           | Logis capitulaire de Sées                                                      |
| Motte castrale de la Butte Saint-Pierre                       | Sées                             | Venelle Saint-Pierre                                                           | 48° 36′ 06″ nord, 0° 10′ 14″ est                                               | « PA00132905 »                                                                 | Classé                                                                         | 1996                                                                           | Image manquante Téléverser                                                     |
| Palais d'Argentré                                             | Sées                             |                                                                                | 48° 36′ 18″ nord, 0° 10′ 26″ est                                               | « PA00110946 »                                                                 | Classé                                                                         | 1908                                                                           | Palais d'Argentré                                                              |
| Chapelle Notre-Dame d'Étrigé                                  | Sept-Forges                      | Étrigé                                                                         | 48° 30′ 20″ nord, 0° 31′ 28″ ouest                                             | « PA61000010 »                                                                 | Inscrit                                                                        | 1997                                                                           | Chapelle Notre-Dame d'Étrigé                                                   |
| Église Saint-Aignan                                           | Sept-Forges                      |                                                                                | 48° 29′ 30″ nord, 0° 32′ 17″ ouest                                             | « PA00110950 »                                                                 | Inscrit                                                                        | 1928                                                                           | Église Saint-Aignan                                                            |
| Manoir de Mebzon                                              | Sept-Forges                      | Mebzon                                                                         | 48° 30′ 33″ nord, 0° 30′ 37″ ouest                                             | « PA61000016 »                                                                 | Inscrit                                                                        | 1998                                                                           | Manoir de Mebzon                                                               |
|                                                               | Sérigny                          | Voir Liste des monuments historiques de l'arrondissement de Mortagne-au-Perche | Voir Liste des monuments historiques de l'arrondissement de Mortagne-au-Perche | Voir Liste des monuments historiques de l'arrondissement de Mortagne-au-Perche | Voir Liste des monuments historiques de l'arrondissement de Mortagne-au-Perche | Voir Liste des monuments historiques de l'arrondissement de Mortagne-au-Perche | Voir Liste des monuments historiques de l'arrondissement de Mortagne-au-Perche |
| Tuilerie de la Maison Neuve                                   | Sévigny                          | La Maison-Neuve                                                                | 48° 46′ 04″ nord, 0° 01′ 41″ ouest                                             | « PA00135531 »                                                                 | Inscrit                                                                        | 1995                                                                           | Image manquante Téléverser                                                     |
| Pierre levée                                                  | Silly-en-Gouffern                | Forêt-de-Petite-Gouffern                                                       | 48° 44′ 07″ nord, 0° 06′ 26″ est                                               | « PA00110952 »                                                                 | Classé                                                                         | 1889                                                                           | Pierre levée                                                                   |
|                                                               | Soligny-la-Trappe                | Voir Liste des monuments historiques de l'arrondissement de Mortagne-au-Perche | Voir Liste des monuments historiques de l'arrondissement de Mortagne-au-Perche | Voir Liste des monuments historiques de l'arrondissement de Mortagne-au-Perche | Voir Liste des monuments historiques de l'arrondissement de Mortagne-au-Perche | Voir Liste des monuments historiques de l'arrondissement de Mortagne-au-Perche | Voir Liste des monuments historiques de l'arrondissement de Mortagne-au-Perche |
| Logis de la Cour                                              | Taillebois                       |                                                                                | 48° 47′ 58″ nord, 0° 25′ 05″ ouest                                             | « PA00110988 »                                                                 | Inscrit                                                                        | 1990                                                                           | Image manquante Téléverser                                                     |
| Bornes de la forêt d'Écouves                                  | Tanville                         |                                                                                | 48° 33′ 15″ nord, 0° 00′ 40″ ouest                                             | « PA00110954 »                                                                 | Inscrit                                                                        | 1987                                                                           | Bornes de la forêt d'Écouves                                                   |
|                                                               | Le Theil                         | Voir Liste des monuments historiques de l'arrondissement de Mortagne-au-Perche | Voir Liste des monuments historiques de l'arrondissement de Mortagne-au-Perche | Voir Liste des monuments historiques de l'arrondissement de Mortagne-au-Perche | Voir Liste des monuments historiques de l'arrondissement de Mortagne-au-Perche | Voir Liste des monuments historiques de l'arrondissement de Mortagne-au-Perche | Voir Liste des monuments historiques de l'arrondissement de Mortagne-au-Perche |
| Prieuré                                                       | Ticheville                       | Le Prieuré                                                                     | 48° 54′ 29″ nord, 0° 15′ 50″ est                                               | « PA00132769 »                                                                 | Classé Inscrit                                                                 | 1994                                                                           | Prieuré                                                                        |
| Chapelle Saint-Rémi de Tinchebray                             | Tinchebray                       |                                                                                | 48° 45′ 51″ nord, 0° 43′ 48″ ouest                                             | « PA00110956 »                                                                 | Classé                                                                         | 1944                                                                           | Chapelle Saint-Rémi de Tinchebray                                              |
| Église Notre-Dame des Montiers                                | Tinchebray                       |                                                                                | 48° 45′ 32″ nord, 0° 44′ 00″ ouest                                             | « PA00110957 »                                                                 | Classé                                                                         | 1985                                                                           | Église Notre-Dame des Montiers                                                 |
| Filature de Rochefort                                         | Tinchebray                       | Rochefort                                                                      | 48° 45′ 24″ nord, 0° 43′ 01″ ouest                                             | « PA00110958 »                                                                 | Inscrit                                                                        | 1987                                                                           | Filature de Rochefort                                                          |
| Prison royale de Tinchebray                                   | Tinchebray                       | Rue de la Paix                                                                 | 48° 45′ 52″ nord, 0° 43′ 45″ ouest                                             | « PA00110959 »                                                                 | Inscrit                                                                        | 1978                                                                           | Prison royale de Tinchebray                                                    |
| Château de Torchamp                                           | Torchamp                         | Le Château                                                                     | 48° 32′ 11″ nord, 0° 41′ 40″ ouest                                             | « PA00110960 »                                                                 | Inscrit                                                                        | 1974 2002                                                                      | Image manquante Téléverser                                                     |
| Pierre au Bordeu                                              | Tournai-sur-Dive                 |                                                                                | 48° 48′ 03″ nord, 0° 02′ 29″ est                                               | « PA00110961 »                                                                 | Classé                                                                         | 1938                                                                           | Image manquante Téléverser                                                     |
|                                                               | Tourouvre                        | Voir Liste des monuments historiques de l'arrondissement de Mortagne-au-Perche | Voir Liste des monuments historiques de l'arrondissement de Mortagne-au-Perche | Voir Liste des monuments historiques de l'arrondissement de Mortagne-au-Perche | Voir Liste des monuments historiques de l'arrondissement de Mortagne-au-Perche | Voir Liste des monuments historiques de l'arrondissement de Mortagne-au-Perche | Voir Liste des monuments historiques de l'arrondissement de Mortagne-au-Perche |
| Château des Laitiers                                          | La Trinité-des-Laitiers          |                                                                                | 48° 47′ 40″ nord, 0° 22′ 28″ est                                               | « PA00135532 »                                                                 | Inscrit                                                                        | 1995                                                                           | Château des Laitiers                                                           |
| Château d'Aché                                                | Valframbert                      |                                                                                | 48° 27′ 28″ nord, 0° 08′ 12″ est                                               | « PA00132906 »                                                                 | Inscrit                                                                        | 1994                                                                           | Image manquante Téléverser                                                     |
|                                                               | La Ventrouze                     | Voir Liste des monuments historiques de l'arrondissement de Mortagne-au-Perche | Voir Liste des monuments historiques de l'arrondissement de Mortagne-au-Perche | Voir Liste des monuments historiques de l'arrondissement de Mortagne-au-Perche | Voir Liste des monuments historiques de l'arrondissement de Mortagne-au-Perche | Voir Liste des monuments historiques de l'arrondissement de Mortagne-au-Perche | Voir Liste des monuments historiques de l'arrondissement de Mortagne-au-Perche |
|                                                               | Verrières                        | Voir Liste des monuments historiques de l'arrondissement de Mortagne-au-Perche | Voir Liste des monuments historiques de l'arrondissement de Mortagne-au-Perche | Voir Liste des monuments historiques de l'arrondissement de Mortagne-au-Perche | Voir Liste des monuments historiques de l'arrondissement de Mortagne-au-Perche | Voir Liste des monuments historiques de l'arrondissement de Mortagne-au-Perche | Voir Liste des monuments historiques de l'arrondissement de Mortagne-au-Perche |
| Manoir du Désert                                              | Vieux-Pont                       |                                                                                | 48° 38′ 19″ nord, 0° 08′ 46″ ouest                                             | « PA00135533 »                                                                 | Inscrit                                                                        | 1995                                                                           | Image manquante Téléverser                                                     |
| Château de Villebadin                                         | Villebadin                       |                                                                                | 48° 46′ 58″ nord, 0° 09′ 34″ est                                               | « PA00110966 »                                                                 | Inscrit                                                                        | 1978                                                                           | Château de Villebadin                                                          |
| Manoir d'Argentelles                                          | Villebadin                       |                                                                                | 48° 46′ 31″ nord, 0° 09′ 52″ est                                               | « PA00110967 »                                                                 | Inscrit Classé                                                                 | 1926 1966                                                                      | Manoir d'Argentelles                                                           |
| Manoir de Villers-en-Ouche                                    | Villers-en-Ouche                 |                                                                                | 48° 51′ 53″ nord, 0° 27′ 39″ est                                               | « PA00110968 »                                                                 | Inscrit Classé                                                                 | 1974 1989 2004 2005                                                            | Image manquante Téléverser                                                     |
| Couvent des Bénédictines                                      | Vimoutiers                       | Rue du Perré                                                                   | 48° 55′ 46″ nord, 0° 12′ 04″ est                                               | « PA00110969 »                                                                 | Inscrit                                                                        | 1985                                                                           | Couvent des Bénédictines                                                       |
| Bornes de la forêt d'Écouves                                  | Vingt-Hanaps                     |                                                                                | 48° 31′ 36″ nord, 0° 06′ 26″ est                                               | « PA00110970 »                                                                 | Inscrit                                                                        | 1987                                                                           | Image manquante Téléverser                                                     |
| Château des Ostieux                                           | Les Yveteaux                     |                                                                                | 48° 43′ 19″ nord, 0° 15′ 18″ ouest                                             | « PA61000037 »                                                                 | Inscrit                                                                        | 2005                                                                           | Image manquante Téléverser                                                     |
| Château des Yveteaux                                          | Les Yveteaux                     |                                                                                | 48° 42′ 08″ nord, 0° 16′ 38″ ouest                                             | « PA00110971 »                                                                 | Inscrit                                                                        | 1988                                                                           | Image manquante Téléverser                                                     |
| Église Notre-Dame d'Yvrandes                                  | Yvrandes                         |                                                                                | 48° 43′ 09″ nord, 0° 45′ 00″ ouest                                             | « PA00110972 »                                                                 | Inscrit                                                                        | 1926                                                                           | Église Notre-Dame d'Yvrandes                                                   |